# 비자야나가라 제국
비자야나가라 제국(칸나다어: ವಿಜಯನಗರ ಸಾಮ್ರಾಜ್ಯ, 텔루구어: విజయనగర సామ్రాజ్యము) 또는 카르나타 왕국은 오늘날 남인도의 카르나타카주, 안드라프라데시주, 타밀나두주, 케랄라주, 고아주, 텔랑가나주와 마하라슈트라주 일대를 지배했던 중세 남인도 힌두 제국이다. 제국은 야다바 혈통을 주장했던 목축 소 무리 공동체의 구성원들인 상가마 왕조의 하리하라 1세와 부카 라야 1세 형제에 의해 1336년에 설립되었다. 이 제국은 13세기 말 튀르크-페르시아 무슬림의 침략을 막으려는 남부 열강들의 시도가 정점에 달하면서 두각을 나타냈다. 전성기에는 남인도의 거의 모든 지배 왕조를 정복하고 데칸의 튀르크-페르시아 술탄들을 퉁가바드라-크리슈나강 도압 지역을 넘어 밀어냈으며, 가자파티 제국을 크리슈나강까지 합병하여 주목할 만한 강대국이 되었다.
제국은 1646년까지 지속되었지만, 1565년 탈리코타 전투에서 데칸 술탄국 연합군들에게 대패한 후 그 세력이 크게 쇠퇴했다. 제국의 이름은 오늘날 함피로 개명된 수도 비자야나가라에서 따왔으며, 오늘날 카르나타카주의 광범위한 유적지가 유네스코 세계문화유산으로 지정되어 있다. 제국의 부와 명성은 도밍고 파에스, 페르낭 누네스, 니콜로 데 콘티와 같은 근세 유럽 여행자들의 방문과 저술에 영감을 주었다. 이러한 여행기, 현지 언어로 쓰인 현대 문학 및 서사시, 비자야나가라에서의 현대 고고학 발굴은 제국의 역사와 힘에 대한 풍부한 정보를 제공해 주었다.
비자야나가라 제국의 유산들 중에는 남인도에 퍼져있는 많은 기념비가 포함되어 있으며 그중 가장 잘 알려진 것은 함피의 비이다. 인도 남부와 중부에서 다른 사원 건축 전통이 비자야나가라 양식으로 결합되었으며, 이 양식은 힌두 사원 건축의 건축 혁신에 영감을 주었다. 효율적인 행정 활발한 해외 무역은 관개를 위한 물 관리 체계와 같은 새로운 기술을 가져왔다. 제국의 후원으로 칸나다어, 텔루구어, 타밀어 및 산스크리트어 미술과 문학이 새로운 차원에 도달할 수 있었으며 카르나타카 음악은 이 시기에 확립화되어 현재 형태로 발전하였다. 비자야나가라 제국은 남인도 역사에서 힌두교를 크게 장려함으로써 남인도 지역을 통합하였다.

## 이름
카르나타 라지야(카르나타 왕국)는 비자야나가라 제국의 다른 이름으로, 크리슈나 데바 라야의 산스크리트어 작품 잠바바바티 칼랴남과 텔루구 작품 바수 차리타무를 포함한 비자야나가라 시대의 일부 비문과 문학 작품에 사용되었다. 바순다라 카발리-필리오자트, B. A. 세일토어, P. B. 데사이, 그리고 람 샤르마를 포함한 역사학자들에 따르면, "로버트 시웰은 본문에서 제국의 이름이 "카르나타카"라고 언급했지만, "카르나타카"라고 부르면 칸나다어와 텔루구어 집단이 싸울 것을 알았기 때문에 제목으로 "비자야나가르"를 선택했다." 제국의 역사적 유적에서 구할 수 있는 비문에서 나온 역사적 기록에 따르면, 제국은 카르나타카 삼라지야(카르나타카 제국)라고 불렸다.
유럽인들은 비자야나가라 제국을 "나라싱가 왕국"이라고 불렀는데, 이는 포르투갈어로 "나라심하"에서 유래한 이름이다. 이름이 살루바 나라심하 데바 라야 또는 나라심하 라야 2세에서 파생되었는지는 확실하지 않다.

## 역사

### 배경과 기원론
비자야나가라 제국의 기원에 대해서는 아직까지도 학설이 분분하다. 대부분의 역사가들은 제국의 창건자인 하리하라 1세와 그의 동생인 부카 1세가 북인도 지방에서 무슬림 군대를 방어하던 호이살라 제국의 칸나다인 혈통의 군 지휘관이라고 추정하고 있다. 다만 어떤 역사가들은 이들이 텔루구인들로 호이살라 제국의 쇠퇴기에 제국의 북부 지방을 장악하였던 카카티야 왕국의 영주라고 설명하기도 한다. 이들의 본출에는 상관없이, 학계는 스링게리에 거주하던 성자 비드나라니야(Vidnaranya)가 이들을 지지해주었고 그의 도움을 받아 하리하라 1세와 그의 형제들이 남인도의 무슬림 군대를 몰아낼 수 있었다고 여기고 있다. 이 당시에 남인도를 여행하였던 방랑객들의 견문록과 최근 비자야나가라 지역에서 출토된 기록들을 통하여, 당시 비자야나가라 제국의 역사, 요새, 군대, 건축적 성과에 대하여 어느 정도 알아낼 수 있었다.
14세기 초에 비자야나가라 제국이 발흥하기 이전, 데칸 지방에 존재하던 세부나, 카카티야, 판디아와 같은 힌두계 왕국들은 북인도에서 건너온 무슬림들의 침략을 지속적으로 받아오고 있었다. 이후 1336년에는 현재 마하라슈트라주에 속하는 북부 데칸 지방이 델리 술탄국의 알라우딘 킬리지와 무함마드 빈 투글루크에 의하여 점령당했다.
한편 데칸 지방 남부에 존재하던 힌두계 국가인 호이살라의 군 지휘관이었던 신게야-나카야 3세는 1294년에 델리 술탄국의 군대가 세부나 왕국을 점령하자 공식적으로 독립을 천명하고 카르나타카주 북동부에 캄필리 왕국을 세웠다. 허나 이 왕국은 전시 기간 동안만 짧게 존속하였으며, 말릭 자다 사령관이 이끄는 델리 술탄국의 군대에 의하여 멸망당했다. 이후 말릭 자다 장군은 왕의 머리에 짚을 채워 델리로 보냈다. 캄필리 왕국이 멸망당하던 1328년에, 무슬림들은 신을 위하여 거대한 대학살을 저질렀고, 이후 8년이 지나서야 이 캄필리 왕국의 잔재에서 비자야나가라 제국이 태어나게 된다.

### 초기
제국이 창건된 지 첫 20여 년이 지난후, 하리하라 1세는 퉁가바드라 강 남부 지역의 대부분을 비자야나가라 제국의 영역으로 포함시키는 데에 성공하였고, 푸르바파쉬마 사무드라디스사바라(동쪽과 서쪽 해양의 군주)라는 칭호를 획득하였다. 1374년 경, 하리하라 1세의 후계자인 부카 라야 1세는 아르콧과 마두라이의 술탄들을 꺾었고, 서쪽으로는 고아까지, 북쪽으로는 퉁가바드라와 크리슈나 강이 만나는 지역까지 영토를 확장하였다. 제국의 본래 수도는 퉁가바드라 강 북부 제방 유역에 있는 아네곤디 성읍이었는데, 현재 이 곳에는 카르나타카가 있다. 비자야나가라 제국은 부카 라야 1세의 재위기에 수도를 강 남부에 있는 비자야나가라로 천도하였는데, 이는 북부에서 쳐들어오는 이슬람 군대를 더 방어하기가 쉬웠기 때문이었다.
비자야나가라 제국은 점차 거의 제국에 맞먹을 정도로 크기를 키워나가기 시작하였고, 부카 라야 1세의 2번째 아들인 하리하라 2세는 제국의 영토를 크리슈나 강 외곽으로 확장하였으며 남인도 지역 전체를 제국의 영향력 아래에 두는 데에 성공하였다. 하리하라 2세의 뒤를 이은 데바 라야 1세는 오디샤에 맞서 성공적인 군사 원정을 이끌었고 지역을 요새화시켜 군력을 증강하였다. 당시 인도를 여행한 이탈리아 여행가는 데바 라야 1세를 당대 인도에서 가장 강력한 군주라고 묘사하였다. 데바 라야 1세는 1424년에 제위를 양위하였으며, 지역에서 반란을 일으키는 캘리컷 등의 영주들과 싸움을 벌이기도 하였고 스리랑카를 침공하고 미얀마 지방의 소군주들에 대해 지배권을 확립하였다.

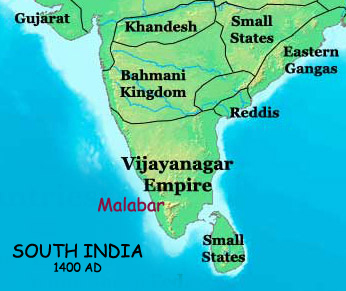
제국의 범위를 보여주는 서기 14세기 남인도 지도.

비자야나가라 북부 지역의 강자였던 바흐마니 술탄국은 1407년에 비자야나가라의 데바 라야 1세와 협약을 맺었다. 이 협약으로 인하여 비자야나가라 제국은 바흐마니 술탄국에게 10만 훈, 진주와 코끼리 등의 공물들을 매년 바쳐야만 하였다. 1417년에는 바흐마니 술탄국이 제국을 침공하였고, 비자야나가라 제국은 결국 바흐마니 술탄국에게 더 많은 공물을 바치고서야 이를 피할 수 있었다. 이같은 침공은 15세기 내내 이어졌고, 바흐마니 술탄국은 비자야나가라 제국이 체납한 공물을 받아내기 위하여 종종 비자야나가라 제국을 치는 경우가 많았다.
1424년에 데바 라야 2세(현대 문학에서는 가자베테카라라고 불림)가 제위를 계승했다. 그는 아마도 가장 성공적인 상가마 왕조 통치자였다. 그는 봉건 영주들과 남쪽의 캘리컷과 퀼론의 자모린을 진압했다. 그는 스리랑카를 침공하고 페구와 타나세림에서 버마 왕의 대군주가 되었다. 1436년까지 콘다비두의 반역적인 추장들과 벨라마 통치자들은 성공적으로 처리되었고 비자야나가라 대군주를 받아들여야 했다. 몇 년 동안의 평온 이후 1443년에 바흐마니 술탄국과 전쟁이 일어나 일부 성공과 일부 반전이 있었다. 페르시아인 방문자 피리슈타는 데바 라야 2세의 전쟁 준비에 무슬림 궁수와 기병으로 군대를 증원하는 것을 포함하여 충돌의 원인이 있다고 주장한다. 현대 페르시아 대사 아부두르 라자크는 그의 형제에 의해 라야를 암살하려는 시도를 포함하여 비자야나가라 제국 내부의 반란으로 야기된 혼란을 이용하여 바흐마니 술탄이 전쟁을 일으킨 것이라고 주장한다.
1446년에 데바 라야 2세의 맏아들 말리카르주나 라야가 제위를 계승하였다. 당시 가자파티 황제는 라자흐문드라이, 콘다비두, 칸치푸람 및 티루치라팔리의 레디 왕국을 점령함으로써 타밀 국가에 대한 비자야나가라 통제권을 제거했다. 이러한 패배로 비자야나가라 제국의 위신이 떨어졌으며, 비문에는 가자파티 황제를 "카르나타 왕의 양에게 하품을 하는 사자"로 묘사되어 있다. 말리카르주나의 후계자 비루파크샤 라야 2세는 쾌락에 빠지며 고아와 카르나타카의 많은 부분을 바흐마니 술탄국에 빼앗겼지만 그의 주지사인 살루바 나라심하는 크리슈나강 남쪽에 있는 안드라프라데시 해안의 거의 모든 지역, 치투르, 두 개의 아르콧과 콜라를 보유함으로써 영토 손실을 줄였다. 살루바 나라심하는 가자파티 제국을 물리치고 웃다야기리를 잡고 탄조르에서 판디아를 몰아내고 마칠리파트남과 콘다비두의 행렬을 취했다. 그는 나중에 바흐마니 군대를 물리치고 제국의 초기 손실을 대부분 회복했다.
끊임없이 바흐마니 술탄국이 비자야나가라 제국을 공격해오자, 비자야나가라 제국은 이에 맞서기 위하여 군력을 크게 늘렸다. 이에 군 지휘관들이 권세를 얻었고, 그들 중 야심이 가장 많았던 살루바 나라심하가 반란을 일으켜 하리하라 1세가 세운 상가마 왕조에게서부터 제위를 찬탈하여 살루바 왕조를 세웠다. 나라심하는 이와 동시에 북부국경을 방어하여 무슬림들이 혼란스러운 제국 내부로 들어오는 것을 막으려 노력하였다. 1505년 경에는 또다른 군사령관인 툴루바 나라사 나야카가 또다시 반란을 일으켰고, 살루바 왕조를 몰아내고 툴루바 왕조를 세웠다. 1509년에 툴루바의 아들인 크리슈나 데바 라야가 즉위하였고, 무슬림들과 힌두교도들을 모두 영입하며 군사력을 키우고 내치를 안정화하였다. 이후 몇 십년 동안 비자야나가라 제국은 부흥하는데에 성공하여 남인도 지방의 통제권을 확고히 하고 북부에서 쳐들어오는 데칸 술탄국의 공격을 막아내었다.

### 전성기

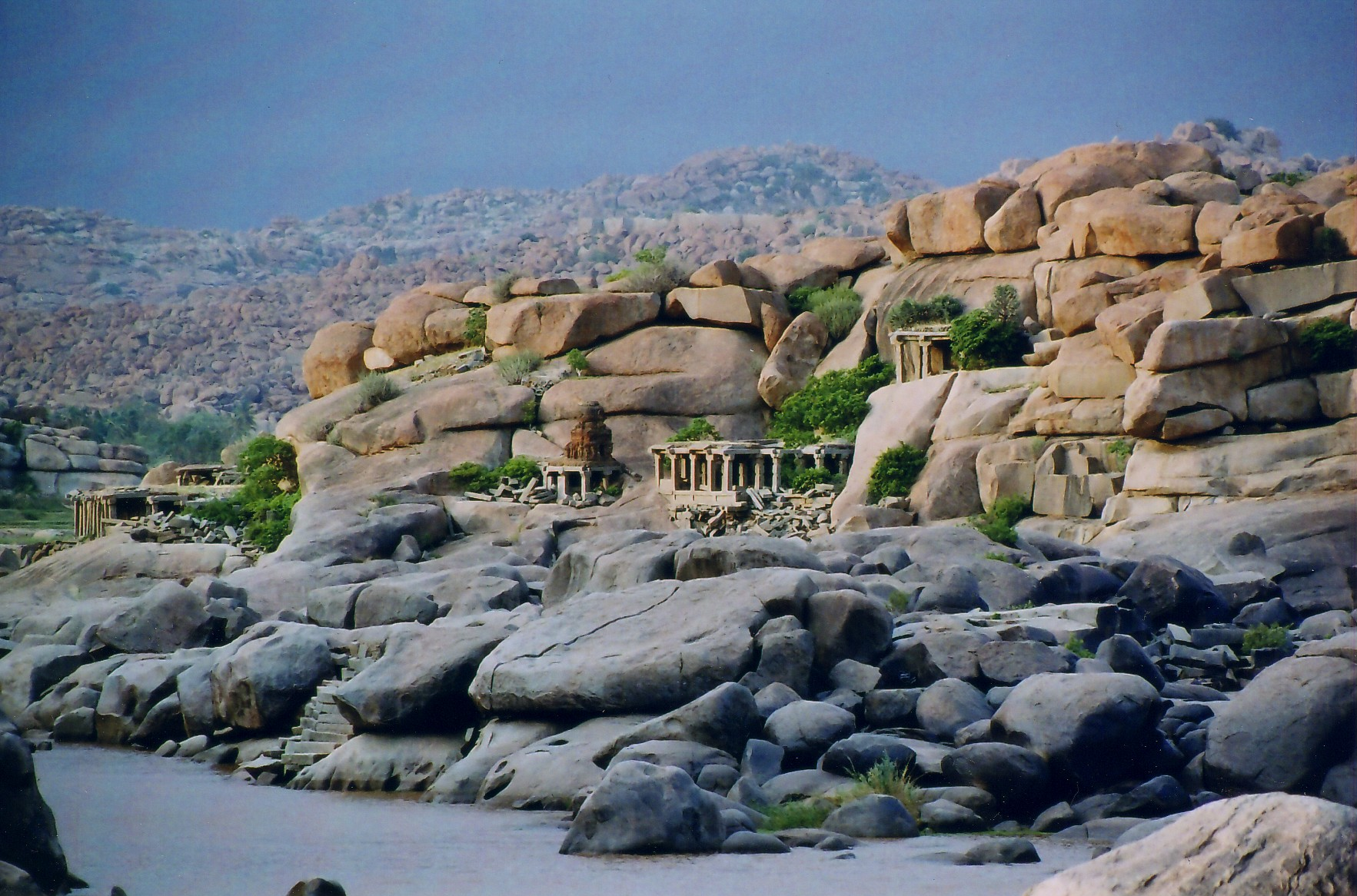
중세 비자야나가라의 천연 요새.

비자야나가라 제국은 크리슈나 데바 라야의 재위기에 최전성기를 맞았다. 제국은 칼링가를 비롯하여 데칸 북부와 동부 지방을 새로이 얻어내었고, 남부로도 국경을 확장하고 통치를 안정화하였다. 크리슈나 데바 라야는 문화에도 관심이 많아 많은 건물들과 사원들을 세우고, 수많은 법령들을 반포하였다.
크리슈나 데바 라야의 뒤를 이어 1529년에 아츄타 데바 라야가 즉위하였다. 아츄타 데바 라야가 1542년에 사망한 이후에는 아츄타의 사촌인 사다시바 라야가 알리마 라마 라야의 섭정 아래에 새로운 황제로 즉위하였다. 알리마 라마 라야는 크리슈나 데바 라야의 양자이자 상당한 권력가였는데, 제국으로 이주해와 황제의 딸과 결혼한 이후부터 막강한 권세를 누렸던 것이다. 한편 사다시바 라야가 친정할 수 있을 정도로 나이가 들자, 알리마는 그에게 권력을 넘겨주는 대신 쿠데타를 일으켜 황제를 감금하고 대신 통치를 계속하였다. 알리마 라마 라야는 자신이 무슬림 군대에 소속되어 있을 시절 친했던 무슬림 장군들을 크게 채용하며 막강한 권력을 부렸고, 자신을 '세계의 술탄'이라고 불렀다. 여기에는 데칸 전역에서 모집된 데칸 무슬림과 페르시아만 너머에서 온 서양인이 모두 포함되었다. 그는 다양한 술탄국의 내정에 날카롭게 간섭하고 이슬람 세력을 서로 경쟁시키는 동시에 가장 강력하고 영향력 있는 지역 세력의 통치자가 되었다. 이것은 한동안 효과가 있었지만 결국 그는 그의 신민과 무슬림 통치자들 사이에서 매우 인기가 없어졌다. 그는 비자푸르에 대한 말 공급을 중단하기 위해 포르투갈과 상업 조약을 맺은 다음 비자푸르 통치자를 물리치고 골콘다와 아흐메드나가르에 굴욕적인 패배를 가했다.

### 쇠퇴와 멸망

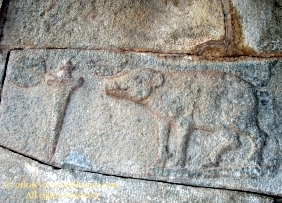
비자야나가라 휘장의 부조: 멧돼지, 태양, 달, 단검

알리마 라마 라야가 제국의 권력을 휘어잡고 있을 무렵, 제국 북부의 술탄국들이 연합을 맺어 전쟁을 걸어왔다. 1565년 1월, 이로 인하여 탈리코타 전투가 일어났다. 카마트는 비자야나가라의 패배에 대해 수적으로는 불리했지만 술탄국 군대가 더 잘 갖춰져 있고 훈련되어 있다고 생각했다. 비자야나가라 군대는 구식 포병을 사용하는 유럽 용병들에게 의존한 반면, 그들의 포병은 튀르크인들의 전문 무장병들에 의해 운영되었다. 술탄국 기병들은 빠르게 움직이는 페르시아 말들을 타고 15~16피트 길이의 창을 사용하여 더 큰 손을 뻗었고, 그들의 궁수들은 더 먼 거리까지 갈 수 있도록 금속 석궁을 사용했다. 이에 비해 비자야나가라 군대는 느리게 움직이는 전쟁 코끼리에 의존했는데, 기병들은 주로 현지에서 사육되는 더 약한 말들이 더 짧은 손에 닿는 창을 휘두르며, 그들의 궁수들은 더 짧은 사거리의 전통적인 대나무 활을 사용했다. 리처드 이튼은 기술적으로 우수한 군대를 상대로 승리한 것이 기술의 가치를 과소평가하게 만들면서 라이추르 이후 크리슈나 라야가 군사 기술에 투자하지 않았기 때문에 탈리코타 전투에서 비자야나가라 군대의 열세가 나타났고 주장한다.
이런 불리한 상황에도 불구하고 카마스, 헤르만 쿨케, 디트마르 로테르문트는 두 명의 무슬림 장군(카마스에 따르면 용병 길라니 형제로 알려짐)이 편을 바꿔서 술탄국들이 전세를 뒤집을 때까지 거대한 비자야나가라 군대가 우위에 있는 것처럼 보였다는 데 동의했다. 장군들은 라마 라야를 점령하고 그를 참수했고, 술탄 후세인은 잘린 머리에 짚을 채워 전시했다. 라마 라야의 참수로 비자야나가라군은 혼란의 도가니에 빠졌고, 이후 완전히 패배했다. 술탄국 군대는 함피를 약탈해 오늘날과 같은 폐허가 된 상태로 만들었다.
탈리코타 전투에서 알리마 라마 라야가 죽은 이후, 티루말라 데바 라야가 아라비두 왕조를 세우며 새롭게 제위에 올랐다. 그는 수도를 페누콘다로 옮겨 국가의 기틀을 다잡고자 하였으며, 비자야나가라 제국의 잔존 세력들을 모아 다시 중흥기를 열려 시도하였다. 그러나 티루말라는 1572년에 양위했고, 제국의 영토를 그의 세 아들들에게 나누어 준 다음 1578년에 죽을 때까지 힌두교에 귀의한 삶을 살았다. 아라비두 왕조의 후계자들은 계속하여 무너져가는 제국을 다스렸으나, 결국 1614년에 비자야나가라 제국은 사실상 무너졌고 1646년 즈음에 비자푸르 술탄국의 지속되는 공격으로 결국 멸망하였다. 이 시기에 남인도 지역에 있는 마이소르 왕국, 케랄디 나야카 왕국, 마두라이 나야카 왕국, 탄자부르 나야카 왕국, 치트라두르가 왕국 등이 거의 비자야나가라 제국의 지배에서 벗어나 독립을 되찾았으며, 이후 인도의 역사에 많은 영향을 미치게 된다.

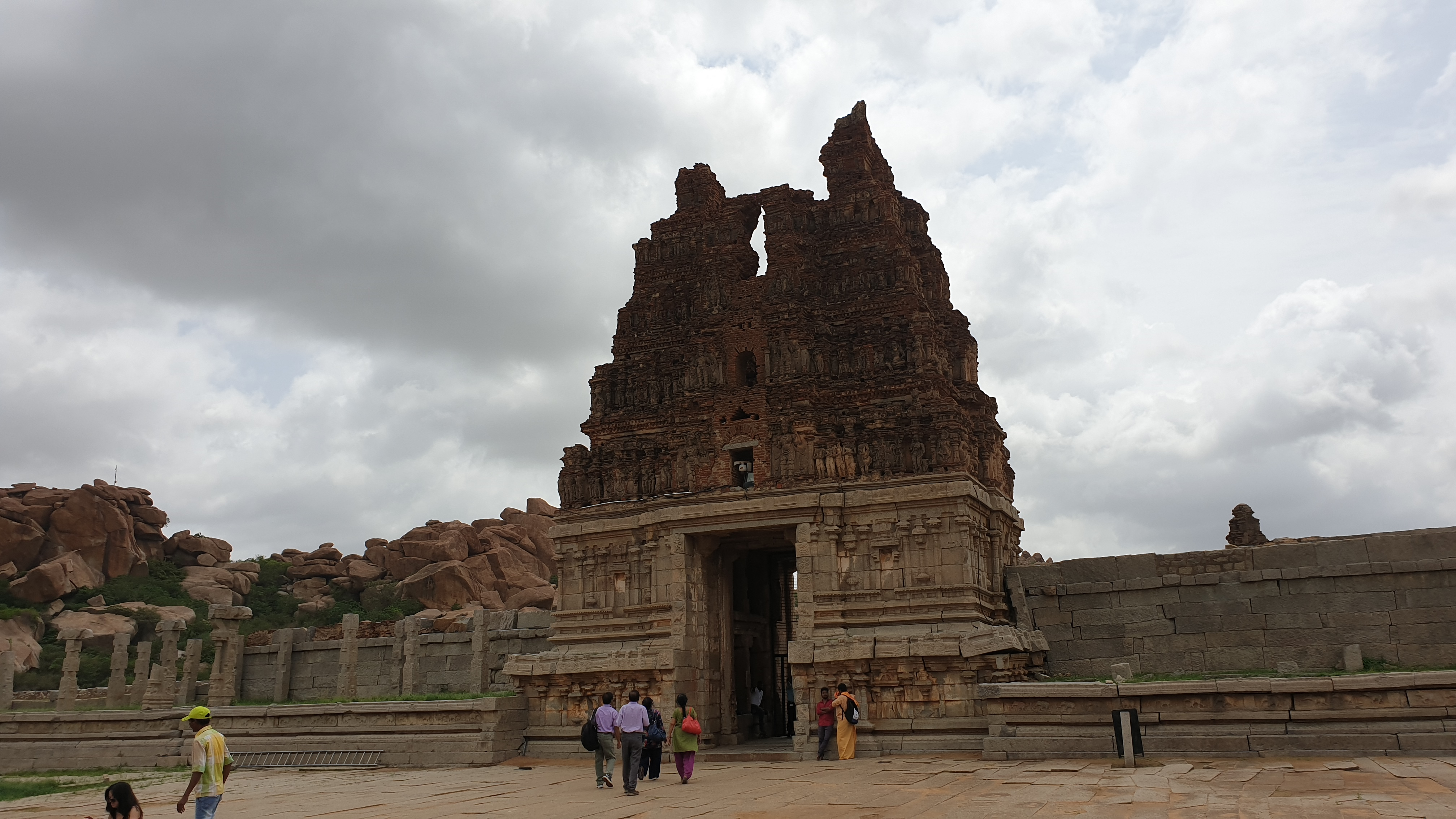
비자야나가라 제국의 사원 유적

## 정치
비자야나가라 제국의 지도자들은 호이살라, 카카티야 등의 지배 체제를 참고하여 안정적으로 잘 작동하는 행정 체계를 꾸려나갔다.
황제, 신하, 영토, 요새, 부, 군대, 동맹이 비자야나가라 제국의 정치를 지배하는 7대 주제였으며, 황제는 국가의 최고 권력가였으며 ‘프라다나’라고 불리는 장관들이 옆에서 조언자로 일하였다. 이 장관들 중 최고 서열은 '마하프라다나'라고 불렸다. 비자야나가라 제국의 또다른 최고위 관직들 중에서는 ‘라야스와미’라고 하여 현재의 수석 보좌관과 비슷한 역할을 맡았고, 그 외에 황제 직속의 관리들은 ‘아디카리’라고 칭했다. 모든 고관대작들은 군사적 훈련이 필수적으로 요구되었으며,  황궁에서 일하는 서기들은 자신들이 쓴 기록들에 녹인 밀랍을 떨어뜨린 후에 황제의 인장이 새겨진 반지로 도장을 찍어 봉인하였다. 상대적으로 하위 행정 조직들에서는 부유한 봉건 영주들, ‘고우다’들이 ‘카라니카’라고 불리는 지방관들을 보좌하였다. 황궁 행정 조직계는 총 72개의 부들이 존재하였으며, 이 부들에는 미모를 갖춘 여성들이 몇 명씩 반드시 딸려있어 고위급 귀족이나 관리들을 상대하거나 접대하여 행정 체계가 더 매끄럽게 돌아가도록 하는 역할을 맡기도 하였다. 이 여성들은 대부분 어릴 때부터 훈련받아왔거나 전쟁에서 잡혀온 경우가 대부분이었다.

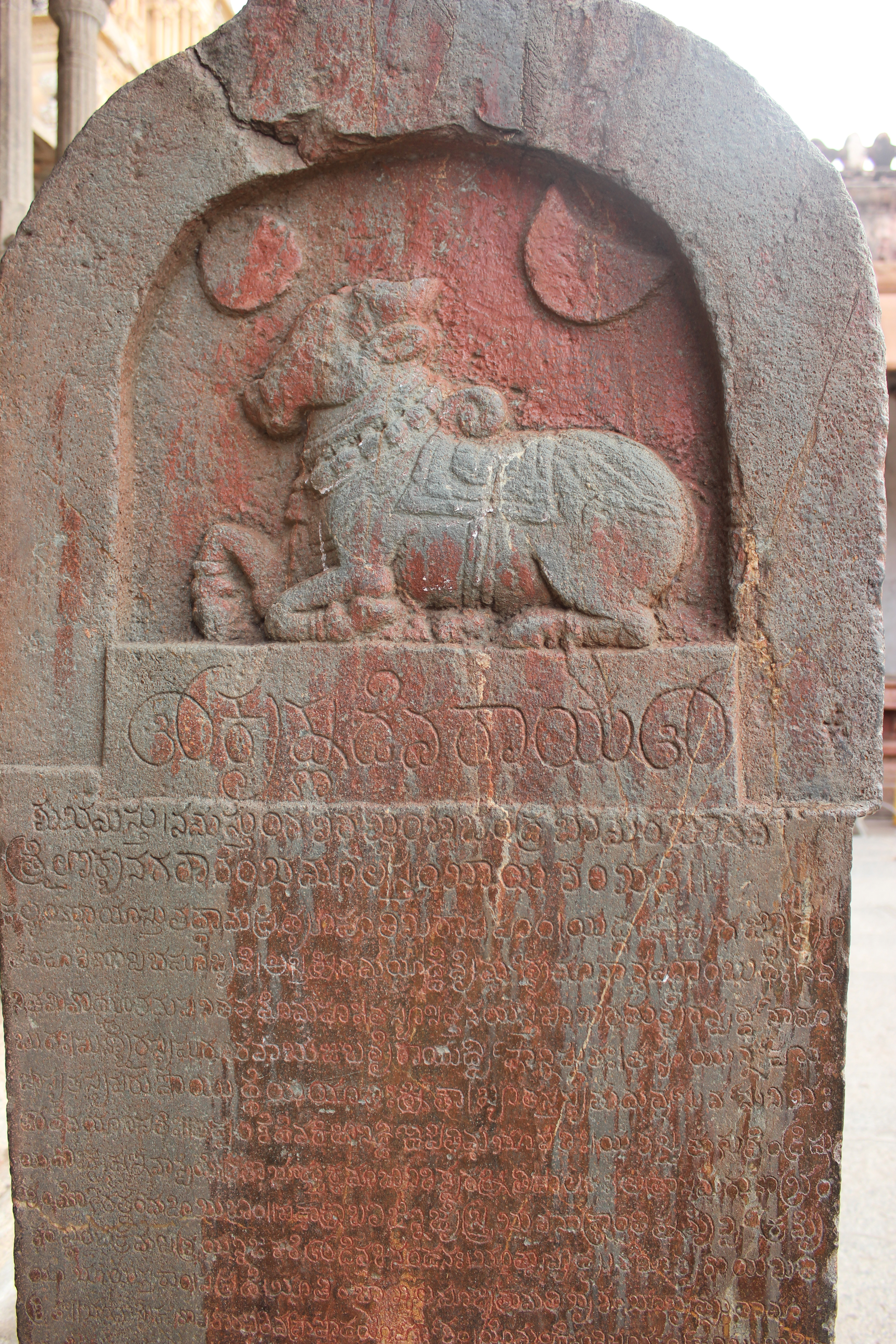
함피의 비루팍샤 사원에 있는 1509년 크리슈나 데바 라야 황제의 대관식과 커다란 개방형 만타파 건설을 설명하는 칸나다어 비문.

비자야나가라 제국은 ‘라지야’라 불리는 5개의 주들로 구분되었다. 각각의 라지야들은 ‘단다나카야’라 불리는 부왕들이 부임하여 통치되었으며, 이 부왕들은 대부분이 황족들인 경우가 흔했다. 이들은 행정적인 문제로 토착어를 자유롭게 사용할 수 있어야만 하였다.  라지야는 또 ‘코탐’, ‘나두’라고 불리는 하위 행정 구역들로 구분되며, 이 하위 행정 구역들에서는 보통 세습 봉건 영주들이 자치적으로 지배하며 제국에 공물을 바치는 형태로 권력을 이어나가는 경우가 많았다. 다만 켈라디나 마두라이와 같은 지역들은 특별히 황제의 직속관이 직접 다스리는 경우도 있었다.
전쟁터에서는 황제의 군사령관들이 병사들을 이끌었다. 비자야나가라 제국이 대규모로 전투를 벌이거나 기습을 하는 경우는 상대적으로 드물었고, 대부분의 군사적 행동들은 요새 1개를 공격하거나 점령하여 소규모의 전투를 산발적으로 벌이는 방식이 많았다. 비자야나가라 제국은 인도에서 처음으로 외국인들로 구성된 장거리 궁사들을 실전에 배치하여 사용한 국가이다. 비자야나가라 제국군은 크게 2개의 종류로 나뉘었는데, 하나가 황제 친위군이고 나머지 하나는 봉건 영주들의 자치적인 군대이다. 황제의 친위군은 제국이 직접 전역에서 선발하였고, 10만 명이 넘는 보병, 2만 명의 기병, 900여 마리의 전투 코끼리들로 구성되어 있었다. 이에 봉건 영주들의 군대까지 합하면 비자야나가라 제국의 총 군세는 110만 명을 넘어갔고, 심지어는 해군까지 자체적으로 운용하였다고 알려져 있다. 군대는 사회의 모든 계층에서 징집 활동을 벌였으며, 궁수와 머스켓병들은 튜닉을 입게하였고 보병들은 칼을 차고 다니게 하여 구분할 수 있도록 하였다. 다만 방패병들은 워낙 거대한 방패를 들고 다녔기에 그 무게만으로 충분히 버거워 다른 무장은 하지 않았던 것으로 전해진다. 군마들과 코끼리들은 완전무장을 갖추었고, 특히 코끼리의 경우에는 엄니에 칼날을 달아 전투에서 최대한 많은 살상을 할 수 있도록 하기도 하였다.
비자야나가라 제국은 군국주의적 국가였고, 모든 정치적 기구는 군사적 요구에 종속되어 있었다. 대규모의 상비군이 유지되었으며, 군사 훈련을 위한 정규 군사 학교가 존재하였고, 포병은 외국인 교관에 의해 양성되었다. 경찰 제도는 아주 효율적으로 운영되었는데, 범죄자의 체포보다는 범죄 예방에 목적을 두어 민가에 도둑이 들었을 때는 경찰이 책임을 지고 배상해야 했다. 재판은 몇 단계의 법정으로 나누어 진행되었고 최종심은 황제 앞에서 열렸다. 힌두계 제국이었으므로 카스트 제도는 보편적이었고, 브라만 계급은 병역 의무 면제 등의 특권을 보유하고 국가 및 백성들의 자발적 헌금에 의해 생활하였다.
제국의 수도였던 비자야나가라는 물 공급을 전적으로 수도 시스템에 의존했다. 또한 물을 저장하여 쓰기도 하였는데, 이 당시에 만들어진 수도 유적들을 통하여 현재의 고고학자들이 당시의 남인도 지방에서 사용하던 물 펌프 원리를 재구성하고 있기도 하다. 이 때의 기록들과 외국인들의 견문록에는 노예들이 거대한 물 저장소를 건설하였다고 전한다. 황궁과 사원들은 특별한 대접을 받아 도심과는 완전히 별개의 수로, 특히 지하에 묻힌 파이프관으로 만들어진 수로를 따로 사용하였고, 이 물들은 대부분 특별한 예식이나 황궁의 음용으로 사용되는 경우가 잦았다. 다만 공공의 경우에는 이처럼 정교한 수로 시스템이 공급되지 않았고, 현재까지 발굴된 유일한 수로 유적은 우기 기간에 막대한 양의 물들을 저장해 놓았던 저장고들이 전부다. 이 저장고들은 봄이 끝나고 여름이 오면 거의 빠르게 말라버렸을 것으로 추정한다. 다만 부유한 자들이나 황실의 일원들의 경우에는 자신들만의 수로를 따로 만들어 사용하는 경우도 있었다. 퉁가바드라 강 근처의 농업 지대에서는 거대한 운하들을 파서 농업용 수로를 따로 만들어 물 문제를 관리하였으며, 이 운하들에는 수문들이 달려있어 물 공급을 통제할 수 있도록 하였다. 비자야나가라 제국은 국가 차원에서 사람들이 우물을 파는 것을 장려하였다.

## 경제

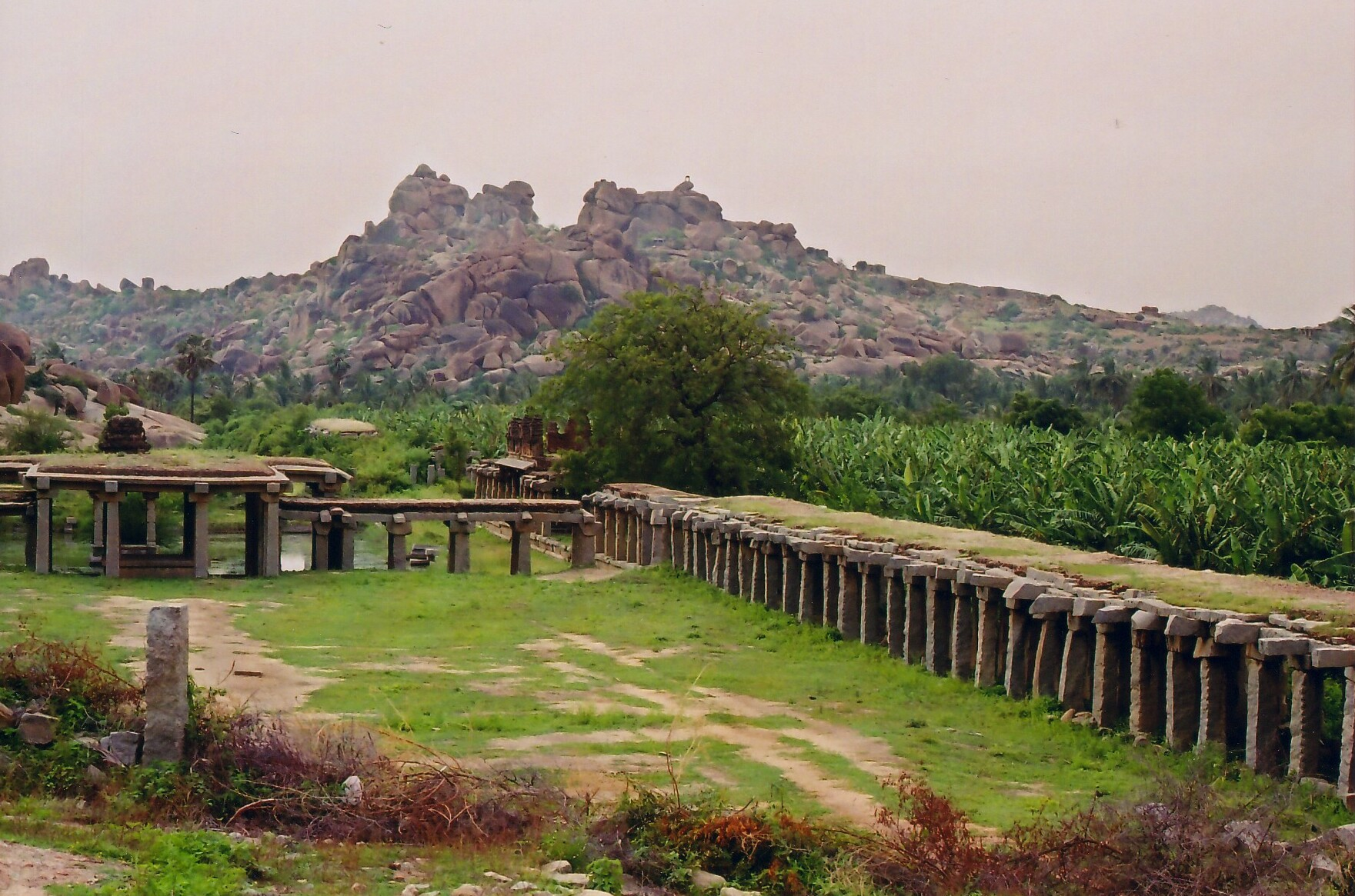
중세 도시 비자야나가라의 왕실 중심지 함피에 재건된 고대 시장 및 농장.

비자야나가라 제국의 경제는 전적으로 농업에 의존하였다. 건기에는 수수, 솜 등을 주로 길렀으며, 우기 기간에는 쌀, 사탕수수, 밀 등을 주로 재배하였다. 현금 작물로는 코코넛, 아레카속, 베틀후추 등을 주로 키워 팔았다. 특히 솜은 대규모로 생산되는 경우가 많아 제국의 거대한 직물 산업의 원료가 되어주었다. 강황, 후추, 마늘과 같은 향신료들이 말나드 지방에서 주로 자랐으며 무역을 통하여 도시로 공급되었다. 특히 수도 비자야나가르는 상업이 극도로 번성하였으며, 막대한 양의 보석들과 금들이 이 시장을 통하여 오고갔다. 비자야나가라 제국은 기본적으로 힌두계 제국이었기에 엄청난 규모의 신전과 사원들을 많이 세웠는데, 이로 인하여 석공, 조각가, 예술가들이 일자리를 얻고 예술이 발전할 수 있었던 것이다.
비자야나가라 제국에서 토지 소유권은 대단히 중요한 문제였다. 대부분의 농부들은 고용된 소작인과 비슷한 신분들이었고, 지주들에게 땅을 빌려 먹고사는 처지였다. 농부들은 농업 외에도 버터와 오일, 등잔 기름들을 만들어 팔아 이윤을 내기도 하였다. 이때 비자야나가라 제국은 중국과도 활발한 무역을 전개하여 솜, 향신료, 보석, 준보석, 상아, 코뿔소 뿔, 산호, 향료 등을 팔았다. 이 때 명나라의 환관 정화가 인도를 방문하였는데, 정화는 망갈로르, 바쿠르, 코친, 카나노르, 다르마담 등 비자야나가라 제국에 존재하는 300여 개의 항구들을 순항하며 중국의 제품들을 전파하였다.

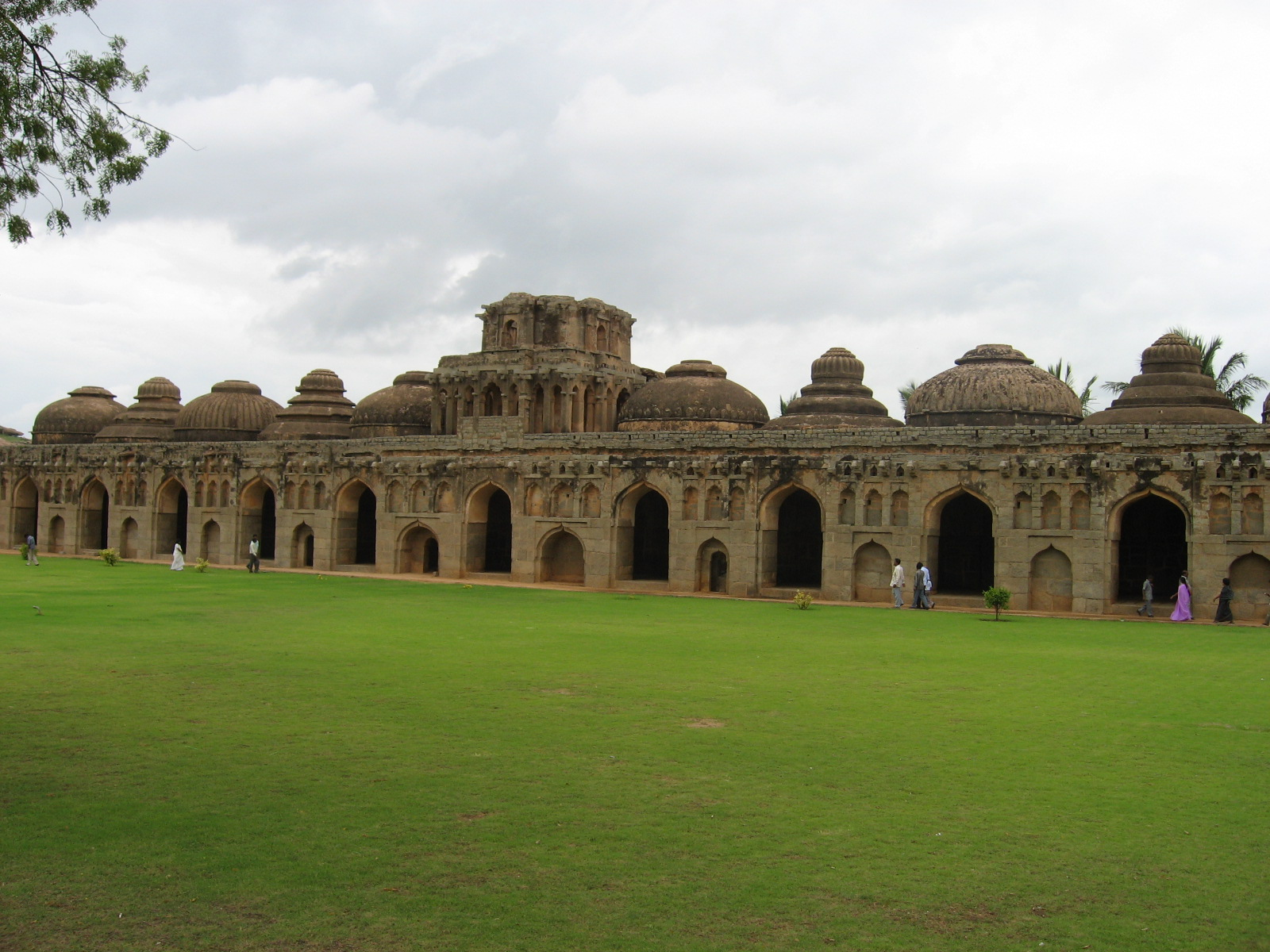
비자야나가라 통치자가 전투 코끼리를 키우기 위해 지은 코끼리 마구간.

상인들이 배를 항구에 정박한 즉시, 관리들이 승선하여 모든 제품들을 측정하였으며 이에 세금을 매겼다. 상인들의 안전은 정부가 직접 보장하였으며, 이 때문에 상업이 번성하여 아랍인, 페르시아인 상인들이 당시 비자야나가라 제국의 영토였던 항구 도시 캘리컷을 자주 오고갔다. 조선업도 순항하였고, 배수량이 1,000에서 1,200여 톤에 달하는 거대한 배들이 못을 사용하는 대신 밧줄로 묶는 방식을 활용하여 만들어졌다. 비자야나가라 제국의 상선들은 홍해의 아덴과 메카, 심지어는 저 멀리 베네치아까지 운행하였으며, 주로 후추, 시나몬, 마늘, 준보석, 진주, 알로에, 도자기 등을 수출하였다. 미얀마 지방에는 솜을 주로 내다팔았으며, 페르시아에는 염료 등을 팔았다. 팔레스타인 지방에서는 주로 구리, 수은, 버밀리온, 산호, 사프란, 벨벳, 장미수, 칼, 금과 은 등을 수입하였다. 페르시아 말들도 수입하여 사용하였고, 중국에서는 비단이, 벵골 지역에서는 설탕이 수입되었다.
인도 동부 해안 지방에서는 무역이 크게 번성하였다. 골콘다 지방에서 쌀, 밀, 담배들이 대규모로 재배되었으며 인디고와 같은 색의 천연 염료들도 직물 산업의 성장에 힘입어 함께 키워지는 경우가 많았다. 마칠리파트남은 순도 높은 철 수출의 중심지였으며, 콜루르 지역에서는 다이아몬드 광산이 번성하였다. 직물 업계는 크게 두 가지의 천을 제조하였는데, 하나는 모슬린이었고 나머지 하나는 칼리코였다. 보통 인도네시아 자바나 극동 지역으로 수출하기 위하여 아름답게 색을 입혀 장식하는 경우가 많았고, 골콘다 지방에서는 순수하게 무늬 없는 직물을 잘 만들었으며 풀리캣 지방에서는 염료를 입힌 직물을 잘 만들었다. 동부 해안 지방의 주 수입품은 가공하지 않은 금속, 도자기, 비단과 사치품 등이었다.
비자야나가라 제국의 사원들은 주로 군사적 자금을 대기 위하여 막대한 양의 지주세를 나라에 바쳐야만 하였다. 이 사원들에게 걷는 세금을 ‘스로트리야스’라고 불렀으며, 타밀어로는 ‘조디’라고도 부른다. 그 외에도 제국은 사람들을 강도와 침공에서부터 지켜준다는 명목으로 막대한 양의 세금을 사람들로부터 뜯어갔다. 그 외에도 ‘지바다남’이라고 불리는 세금도 있었는데, 이는 공공지에 가축들을 풀어놓는 대가로 붙는 세금이었다. 유명한 사원들은 방문객들에게 ‘카니케’라 불리는 입장료를 걷었다. 주거세는 ‘일라리’라고 불렸다.

## 문화

### 사회
비자야나가라 제국의 당대 사회상에 대하여 가장 잘 알려주는 자료는 외국인들의 견문록이나 비자야나가라 지역에서 발견되는 기록물들이다. 제국에서 카스트 제도는 매우 뿌리깊게 박혀있었으며, 카스트는 세습되어 그들이 소속된 사회 내부에서는 카스트에 맞추어 살아가야만 하였다. 카스트는 크게 브라만, 크샤트리아, 바이샤, 수드라, 이 네 계급으로 나뉘었고, 이 계급들이 또 수많은 단계들로 나뉘어 구분되었다. 각 계층들에는 제국에 의하여 임명된 원로와 장로들이 있어 사람들을 통제하였으며, 비자야나가라 제국은 독특한 법과 관습들을 만들어 특권층들의 이익을 옹호하였다. 이 때에도 ‘불가촉천민’의 개념이 있었는데, 이 때도 사회의 가장 낮은 카스트에게 속한 고기를 먹는 것은 불결하다고 여겨졌기 때문인 것으로 보인다. 한편 무슬림들은 카르나타카 지역에 모여살며 자신들만의 사회를 따로 이루어 살았다. 비자야나가라 제국은 매우 카스트가 고착화되었음에도 불구하고, 군대만은 예외여서 낮은 카스트에서 태어난 사람들이 군대에 입영하여 공을 세워 큰 관직에 오르는 경우가 있기는 하였다. 한편 민간에서 브라만들은 단순한 제사 따위나 지내며 사람들의 존경을 받고 안락한 삶을 영위하였는데, 다만 사원에서 재정과 관련된 문제는 브라만들이 아니라 지주나 정치인, 관리들이 맡고 있었기에 재정적으로는 풍요롭지 않았다. 이는 종교적 힘과 부가 분리되게 하는 결과를 낳았고, 브라만들은 거의 사법적, 종교적인 문제에만 관여하는 일종의 명예직으로 변모하였다.
당시 비자야나가라에서는 남편이 죽었을 시 부인이 함께 따라 죽어야 하는 사티 풍습이 만연하였다. 학계에서는 이 풍습을 두고 ‘종교적인 관습’, ‘부부간의 애정’, 혹은 ‘순교’ 등 이를 설명하기 위하여 다양한 학설들이 나오고 있다. 다만 이를 두고 비자야나가라 제국이 여성의 인권이 이전 국가들에 비해 낮았다고 여기면 안되는 것이, 이전 세기에 ‘링가야티즘’이라는 사상이 등장하여 더 자유로운 사회 분위기를 불어넣었고 여성 권리를 신장시켰기 때문이었다. 실제로 당시 비자야나가라의 여성들은 인도에서 전통적으로 금기시되어 왔던 관습 대부분을 뛰어넘을 수 있었으며, 사회적으로도 많이 참여하였다. 특히 인도에서 남성의 전유물이었던 행정, 사업, 무역, 예술에도 많이 참여하였던 것이다. 유명한 여성 작가로는 티루말람바 데비, 강가데비 등이 있는데, 이들은 산스크리트어로 많은 아름다운 여성시들을 남겨 주목받았다. 여성들은 사원에서 머물며 아예 예술 활동에 종사하기도 하는 경우가 있었는데, 이를 데바다시라고 칭한다. 당시 기록에는 여성들이 모여 사는 하렘이나 세라글리오 등도 자주 등장하는 편이다.
부유한 남성들은 ‘페타’라고 불리는 긴 터번을 걸쳤다. 이 터번은 비단으로 만들고 금으로 장식되어 있었는데, 많은 인도 사회에서와 같이 당시에는 남녀를 가리지 않고 팔찌, 반지, 목걸이, 귀걸이 등 다양한 분야에서 보석을 많이 걸쳤으며 특히 축제 기간에는 꽃으로 만든 장식물이나 장미수 등으로 만든 향수들을 뿌리고 나와 거닐기도 하였다. 보통 평민들이나 빈자들은 소박하게 살았던 것에 비하여, 황족이나 귀족들의 사치는 상상을 초월하여 수없이 많은 보석들과 금붙이들을 걸치고 살았다. 여황제나 공주들은 수많은 비서들을 두었는데, 이들조차도 많은 보석들로 몸을 꾸미고 다녔으며 워낙 그 수가 많았기에 이 비서 개인이 할 일은 그다지 많지 않았다.
남성들 사이에서는 신체적인 활동이 장려되었으며, 레슬링은 남성다움을 보여줄 수 있는, 가장 인기있었던 스포츠 종목들 중 하나였다. 심지어 여성 레슬러들도 이 시기에 등장했다고 전해진다. 상당수의 도시들에서는 자체적인 체육관도 자주 발굴되었으며, 평화시에도 군 지휘관들과 병사들이 이 곳에 모여 신체 단련을 했다는 기록이 발굴되었다. 황궁과 시장판에서는 특별 경기장이 있었고, 사람들은 이 곳에 모여 닭싸움이나 양싸움, 여성 레슬링 등을 구경하고 돈놀이 등을 하곤 하였다. 비자야나가라의 도시들을 발굴해본 결과, 이 시기에는 수많은 유희 활동들이 존재하였으며 특히 사원이나 시장 등이 인기 많은 도박장으로 사용되었다고 전한다. 이 활동들 중 일부는 아직까지도 전해져 내려오고 있다.
혼수는 힌두교도들과 무슬림들 모두에게서 볼 수 있는 문화였다. 비자푸르의 술탄 아딜리 샤의 누이가 아흐메드나가르의 니잠 샤와 결혼할 적에, 그는 숄라푸르 성읍을 결혼 혼수로 주기도 하였다. 칼링가 지역 왕의 딸이 결혼할 때에도 몇 개의 마을들을 잘라 주기도 하였다. 15세기와 16세기에 쓰여진 기록들에 의하면 평민들 사이에서도 혼수 문화가 흔하였고, 특히 신부 측 가정에 신부의 대가로 지불하는 경우가 많았다. 다만 브라만 계급들이 이 혼수 문화가 이슬람교에서 건너온 문화라고 단정, 이를 배척하기 위해 1553년에 칙령을 내려 그 어떠한 종류의 금품이나 돈도 결혼 기간 동안 줄 수 없다고 지정하기도 하였으며, 따르지 않는 자는 엄벌을 내리겠다고 하여 이 혼수 문화를 폐지하려 하였으나, 결국 제대로 효력을 발휘하지 못하고 사라지고 말았다.

### 종교

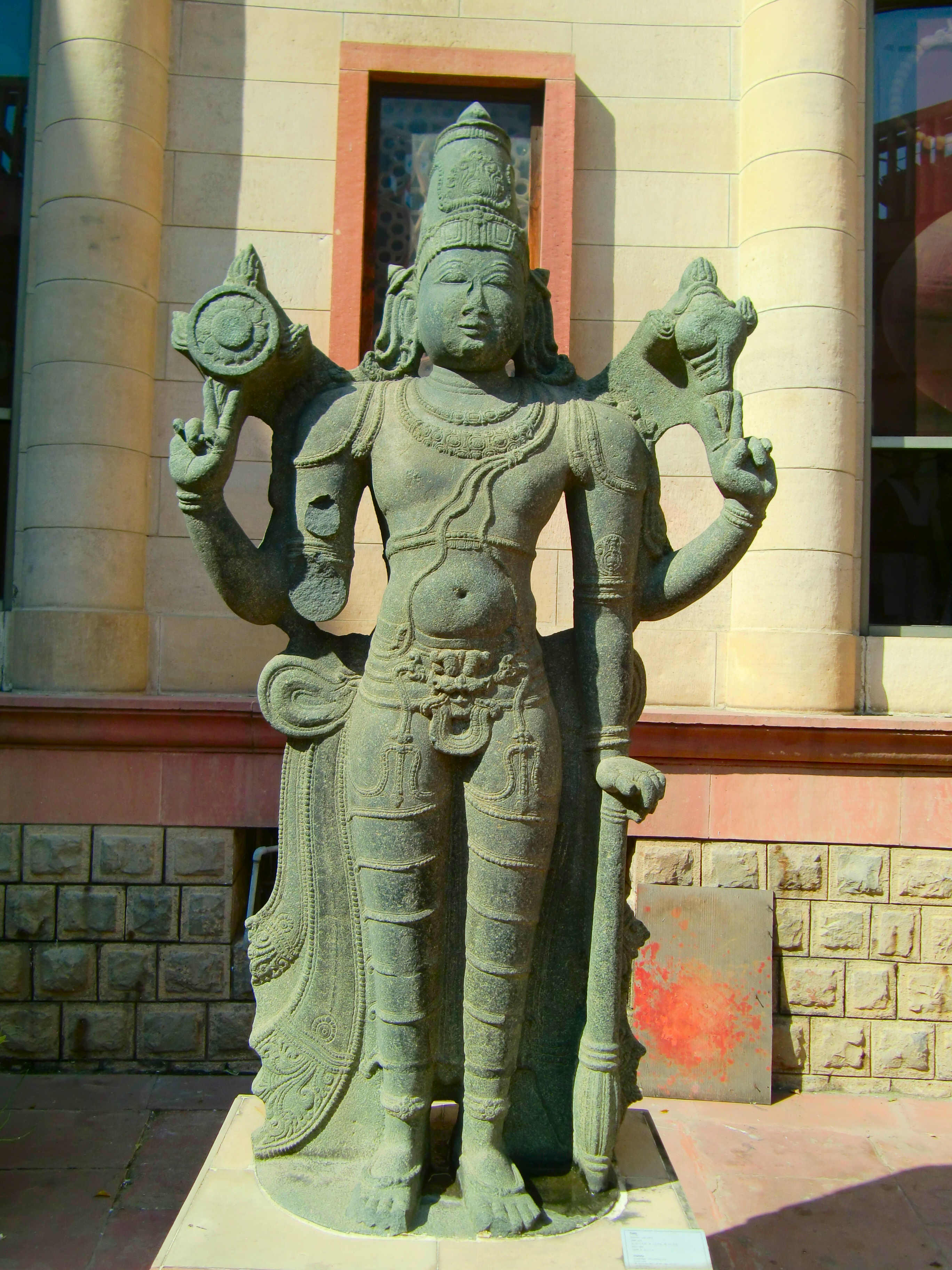
비슈누의 신상

비자야나가라 제국은 모든 종교에 대해 대단히 관용적인 모습을 보였다고 외국인 여행자들은 적었다. 황제들은 힌두교를 보호하려는 그들의 의도를 증명하는 고브라하마나 프라티팔라나차리야 (문자 그대로, "소와 브라만들의 보호자")와 같은 제목을 사용했는데, 함피의 나가르 문자 비문에는 벤자민 루이스 라이스가 "힌두라야 수라트라나"라고 번역한 힌두라야라는 용어가 포함되어 있다. 일부 학자들은 이것을 "힌두교 왕 중의 술탄"이라는 의미로 해석하고 이것을 힌두 왕들에 의해 채택된 일부 이슬람 정치 전통의 증거이자 14세기 초에 인도 왕국들이 힌두교와 힌두교의 종교적 정체성을 인정했다는 증거라고 말한다. 대부분의 다른 사람들은 힌두라야 수라트라나라는 용어를 "힌두 왕들의 (또는 그들 가운데 있는) 신들의 보호자"를 의미하는 것으로 해석한다. 제국의 창시자인 상가마 형제(하리하라 1세와 부카 라야 1세)는 야다바 혈통을 주장하는 쿠루바족으로 추정되는 견우 목동 출신이다. 제국의 창시자들은 독실한 시바교도였지만 비슈누 사원에 보조금을 지급했다. 그들의 수호 성인 비다르야나는 스린게리의 아디바이타 교단 출신이었다. 바라하(비슈누의 멧돼지 화신)는 제국의 상징이었다. 고고학적 발굴의 1/4 이상이 "왕실 지구"에서 멀지 않은 "이슬람 지구"를 발견했다. 중앙아시아 티무르 왕국의 귀족들도 비자야나가라에 왔다. 후기 살루바 왕조와 툴루바 왕조 황제들은 비슈누교도였지만 티루파티의 벤카테스와라(비슈누)와 함피의 비루파크샤(시바)도 숭배했다. 산스크리트어 작품인 크리슈나 데바 라야 황제의 잠바티 칼야남은 비루파크샤를 카르나타 라지야 라크샤 마니("카르나타 제국의 보호자 보석")로 언급한다. 왕들은 우두피에서 마드바차리야의 드바이타 질서(이원론 철학)의 성도들을 후원했다. 성전에는 토지, 현금, 농산물, 보석, 건축물 등의 형태로 기부금이 지급되었다.
바크티 운동은 이 시기 동안 활발했으며 당시 잘 알려진 하리다사들이 참여했다. 12세기의 비라샤이바 운동처럼 이 운동은 수백만 명의 삶에 스며드는 또 다른 강력한 헌신의 흐름을 제시했다. 하리다사들은 비야사쿠타와 다사쿠타  두 그룹으로 대표되었으며, 전자는 베다, 우파니샤드 및 기타 다르샤나에 능숙해야 하는 반면 다사쿠타는 칸나다어로 된 헌신곡의 형태(데바라나마스 및 키르타나스)로 마드바차리야의 메시지를 사람들에게 전달했다. 마드바차리야의 철학은 나라하리티르타, 자야티르타, 스리파다라야, 비야사티르타, 바디라자티르타 등과 같은 저명한 제자들에 의해 퍼졌다. 비사야티르타, 바디라자티르타, 푸란다라다사(피타마하 또는 "카르나타 음악의 아버지") 및 카나카다사의 구루는 크리슈나 데바 라야 황제의 헌신을 얻었다. 황제는 성인을 그의 쿨라데바타(가족신)로 간주하고 그의 글에서 그를 존경했다. 이 기간 동안 초기 카르나타 음악의 또 다른 위대한 작곡가인 안나마차리야는 현재 안드라프라데시주의 티루파티에서 텔루구어로 수백 개의 키르타나스를 작곡했다.

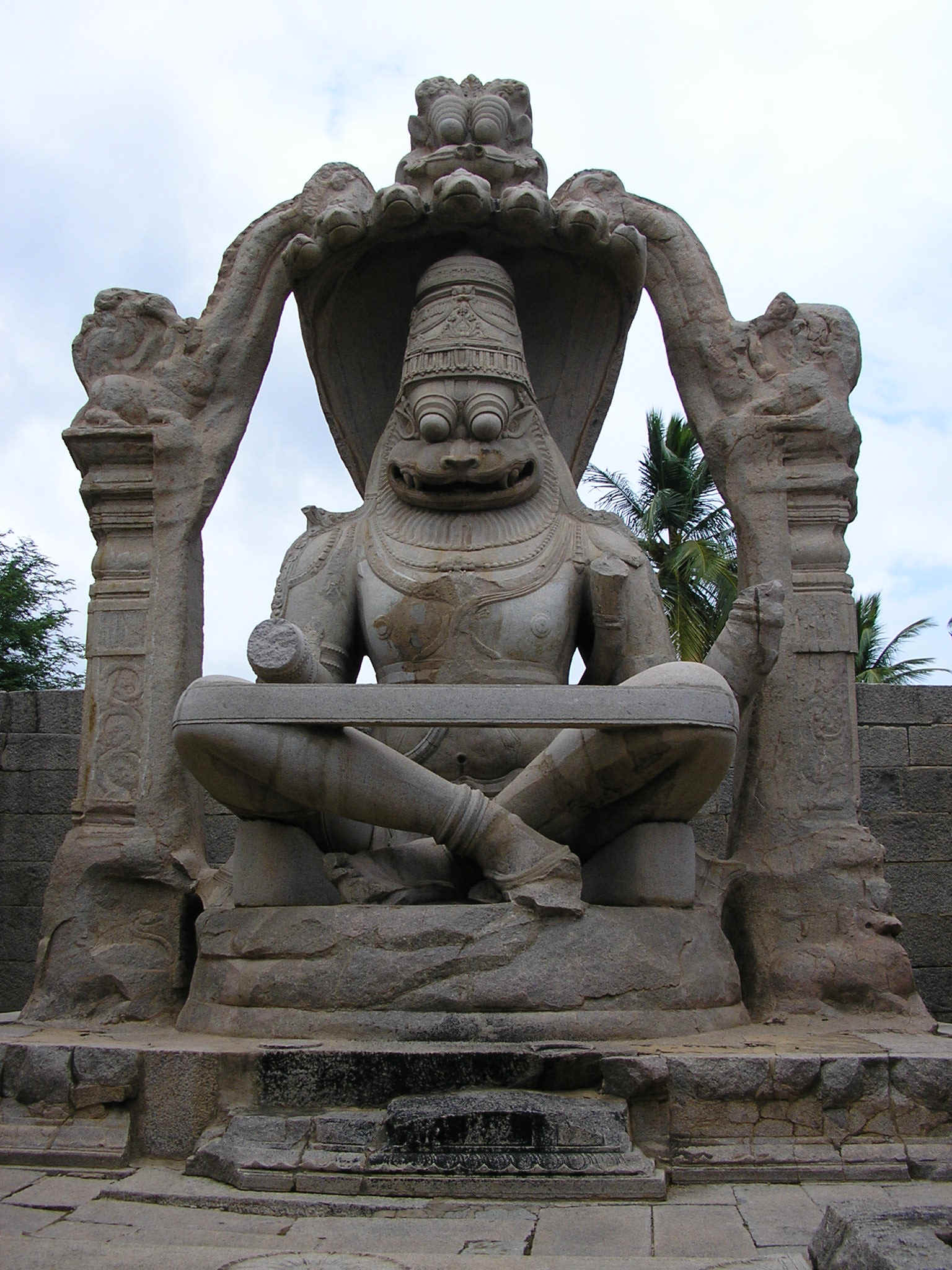
함피의 우그라 나라심하 모노리스

11세기 초 촐라에 의한 자이나교도 서강가 왕조의 패배와 12세기 비슈누파와 비라시바파 힌두교 추종자들의 증가는 자이나교에 대한 관심 감소로 반영되었다. 비자야나가라 영토에서 주목할만한 자이나교 숭배지로는 슈라바나벨라골라와 캄바다할리가 있다.
남인도와의 이슬람교 접촉은 남부 왕국과 아랍 땅 사이의 무역의 결과로 7세기 초에 시작되었다. 주무아 모스크는 10세기까지 라슈트라쿠타 제국에 존재했으며, 많은 모스크가 14세기 초까지 말라바르 해안에서 번성했다. 무슬림 정착민들은 현지 여성들과 결혼했다. 그들의 아이들은 마필라로 알려졌고 말 거래 및 선박 선단 배치에 적극적으로 참여했다. 비자야나가라 제국과 북쪽의 바흐마니 술탄국 사이의 상호 작용은 남쪽에서 무슬림의 존재를 증가시켰다. 15세기 초 데바 라야는 비자야나가라에 무슬림을 위한 모스크를 짓고 그의 왕좌 앞에 쿠란을 두었다.
기독교의 도입은 말라바르 기독교인에게 토지를 부여한 내용이 새겨진 동판 발견으로 알 수 있듯이 일찍이 8세기에 시작되었다. 기독교 여행자들은 중세에 남인도의 기독교인 부족에 대해 썼고, 선교사들에게 그 매력을 홍보했다. 15세기에 포르투갈인의 도착과 제국과의 무역을 통한 연결, 성 하비에르(1545)의 신앙 전파, 이후 네덜란드 정착촌의 존재는 남부에서 기독교의 성장을 촉진했다.

### 서문, 출처 및 수익 창출

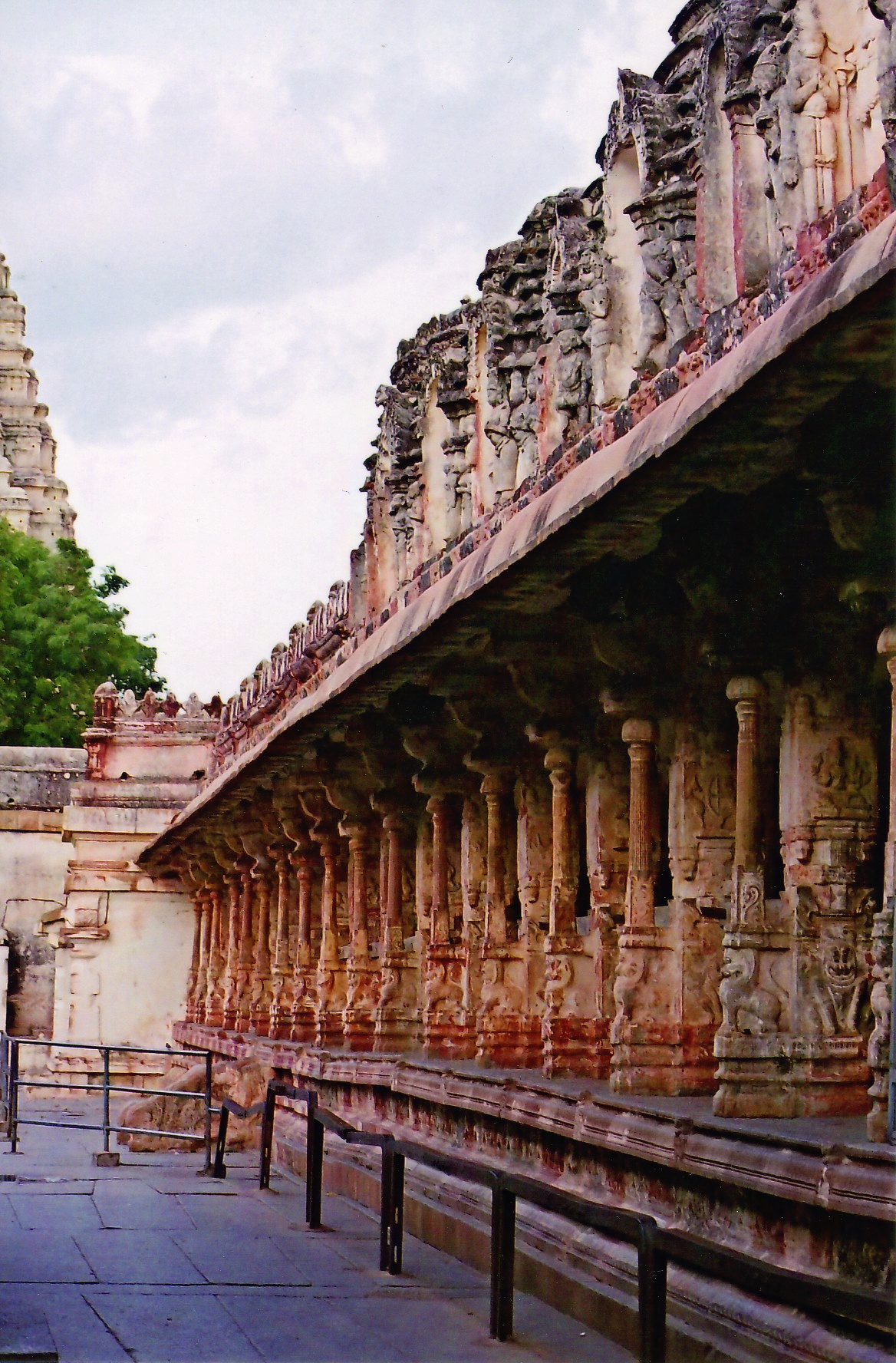
함피의 비루파크샤 사원의 화려한 기둥

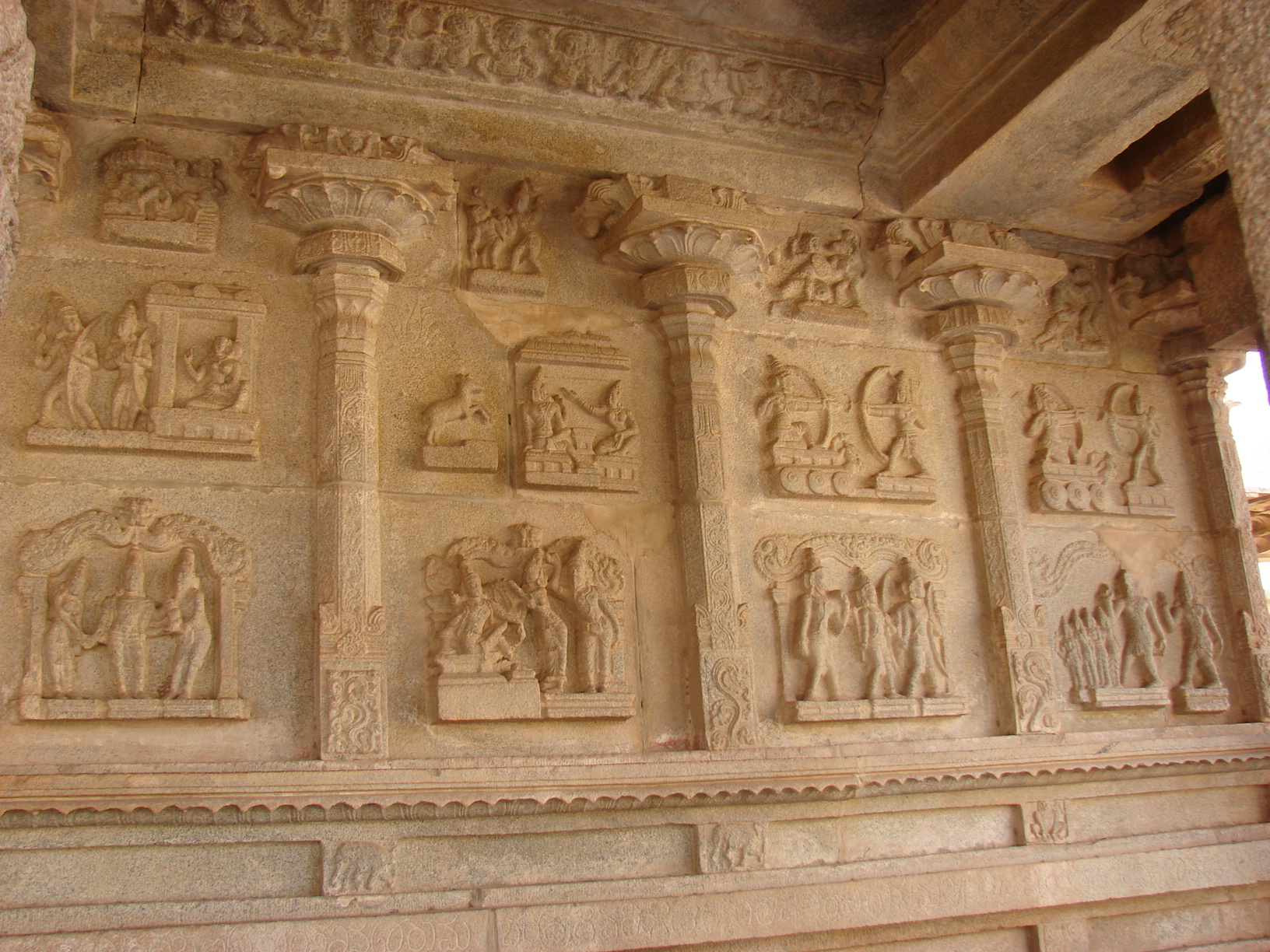
함피 하자레 라마 사원의 벽면 부조

석비문은 성전 벽, 재산 경계 및 공개 전시를 위한 열린 장소에 사용되는 가장 일반적인 문서 형식이었다. 또 다른 형태의 문서는 기록 보관을 위한 동판이었다. 일반적으로 장황한 비문에는 인사말, 황제나 지역 통치자의 찬가, 기부자의 이름, 기부금의 성격(일반적으로 현금 또는 농산물), 보조금이 사용되는 방식, 완료, 기부자가 받은 몫 및 전체 기부와 그 의무를 집행하는 결론 진술. 일부 비문에는 전쟁이나 종교 축제에서 승리한 사례와 보조금을 존중하지 않는 사람들에 대한 보복이나 저주가 기록되어 있다.
지금까지 회수된 대부분의 비자야나가라 제국 비문은 칸나다어, 텔루구어, 타밀어로 되어 있으며 일부는 산스크리트어로 되어 있다. 수리야나트 U. 카마트에 따르면 약 7000개의 석비문(그 중 절반은 칸나다어로 되어 있으며 대부분 산스크리트어로 된 약 300개의 동판)이 복구되었다. 이중 언어 비문은 14세기에 인기를 잃었다. 맥에 따르면 회수된 비문의 대부분은 툴러바 왕조(1503~1565)의 통치에서 나온 것이며 살루바 왕조(1485~1503)는 제국에 대한 짧은 통제 속에서 가장 적게 비문을 새겼다. 가장 오래 통치한 상가마 왕조(1336~1485)는 툴루바 시대에 새겨진 모든 비문의 약 1/3을 생산했다. 문학 매체로서 텔루구어의 인기에도 불구하고 언어로 된 비문의 대부분은 1500년에서 1649년 사이의 제한된 기간에 새겨졌다. 탈보트는 이 시나리오를 변화하는 정치적 연대의 하나로 설명한다. 비자야나가라 제국은 원래 카르나타카에 설립되었으며 안드라프라데시는 제국의 한 지방으로 여겨졌지만, 1565년 술탄국에게 패배하고 왕도 비자야나가라를 약탈당한 후, 약화된 제국은 수도를 남부 안드라프라데시로 옮겨 텔루구어가 지배하는 체제를 만들었다.
비문과 주화 외에도 비자야나가라 역사(그 기원, 사회 및 정치 생활 및 궁극적인 패배)의 출처는 산스크리트어, 칸나다어, 페르시아어 및 텔루구어로 된 외국 여행자 및 현대 문학 출처의 설명이다. 제국을 방문한 포르투갈인은 도밍고 파에스(1522), 페르난도 누네스(1537), 두아르테 바르보사(1516), 바라다스(1616) 등이 있으며, 러시아인으로는 아타나시우스 니키틴(1470)이 있다. 니콜로 데 콘티(1420년), 루도비코 디 바르테마(1505년), 체사레 프레데리치(1567년), 필리포 사세티(1585년)는 이탈리아에서 온 여행자들이었고, 압두르 라차크(1443년)는 페르시아에서 방문한 여행자들이었다. 경쟁 왕국(술탄국)의 후원을 받거나 비자야나가라를 방문하여 귀중한 작품을 완성한 현대 무슬림 작가는 지아우딘 바라니(1357년), 이사미(1596년), 니삼무딘 바크쉬, 피리슈타, 라피웃딘 쉬라지(1611)가 있다. 원주민 작가들의 저술 중 제국에 빛을 비추는 중요한 산스크리트 작품은 비드야란야 칼라즈나나, 살루바 나라심하 왕의 삶에 관한 딘디마의 라마뷰다얌, 딘디마 2세의 아츄타뷰다얌 및 티루말람바의 바라담비카 파리나얌이 있다. 칸나다어 문학 작품 중에는 난준다 카비의 쿠마라 라마나 카테, 카나카다사의 모하나타랑기니, 링간나의 켈라디리파비자얌 및 최근에 발견된 크리슈나데바라야나 디나차리가 유용한 자료이며 텔루구어 작품 중에서는 스리나타의 카쉬칸다, 말라야 및 싱가야의 바라하푸라나무, 비슈바나타 나야니의 라야바차카무, 난디 팀만난나의 파리자타파하라나무, 두르자티의 크리슈나라자 비자야무, 펫단나의 마누차리타무 및 크리슈나 데바 라야 황제의 아무크타말라다는 중요한 정보 출처이다.
페르시아 방문자 압두르 라자크는 그의 여행기에서 제국이 높은 수준의 수익 창출을 누렸다고 썼다. 이것은 특히 성전에서 지급된 현금 보조금의 수에서 분명하다. 동전은 금, 은, 구리, 황동을 사용하여 주조되었으며 그 가치는 재료의 무게에 따라 달라졌다. 주화는 주, 지방, 상인 길드에서 주조되었으며, 외화가 유통되고 있었다. 가장 높은 명칭은 50.65 – 53 그레인의 금 바라하였다. 파르타브 또는 프라타바는 바라하의 절반, 파남 또는 하나, 금과 구리의 합금은 바라하의 1/3로 평가되는 가장 일반적인 통화였다. 순은으로 만든 타르는 파남의 6분의 1이었고 황동으로 만든 치탈은 타르의 1/3이었다. 하가, 비사 및 카수도 낮은 액면가의 동전이었다.

### 문학
비자야나가라 제국의 통치 기간 동안 시인, 학자, 철학자들은 주로 칸나다어, 텔루구어, 산스크리트어로 글을 썼고 타밀어와 같은 다른 지역 언어에서도 종교, 전기, 프라반다어(소설), 음악, 문법, 시, 의학, 수학과 같은 주제를 다루었다. 제국의 행정 및 궁정 언어는 칸나다어와 텔루구어였으며 후자는 마지막 비자야나가라 황제들의 통치 기간 동안, 특히 크리슈나 데바 라야 치세에 훨씬 더 많은 문화적 및 문학적 명성을 얻었다.
대부분의 산스크리트어 작품들은 베다나 라마야나, 마하바라타 서사시에 대한 해설로, 사야나차리야(1856년 막스 뮐러의 영어 번역본이 등장한 베다르타 프라카샤라는 베다에 대한 논문을 썼다), 그리고 다른 경쟁 힌두 철학들에 비해 베단타 철학의 우월성을 높이 평가한 비디야라니야와 같은 유명한 인물들에 의해 쓰여졌다. 다른 작가들은 우두피 교단의 유명한 드바이타 성자들로, 예를 들어 자야티르타(그의 폴릭 글로 티카차리라는 칭호를 얻었다), 아드바이타 철학과 초기 논리학자들의 결론에 대한 반박 글을 쓴 뱌사티르타, 아디 샹카라의 믿음을 비판한 바디라자티르타와 스리파다라야 등이 있다. 이 성인들과는 별개로, 유명한 산스크리트 학자들이 비자야나가라 황제들과 그들의 봉건 영주들의 궁정을 장식했다. 왕실의 일부 구성원들은 공로가 있는 작가들이었고 크리슈나 데바 라야 황제의 잠바바바티 칼야나, 부카 1세의 며느리인 강가데비 공주가 마두라이 술탄국 정복에 관한 이야기를 주제로 저술한 마두라 비자야암(또는 베라캄파라야 차리타라고도 함)과 같은 중요한 작품들을 저술했다.
제국의 칸나다 시인들과 학자들은 하리다사(비슈누교도), 브라만과 비라샤이바(링가야티파) 문학이 예고한 비슈누파 바크티 운동을 지지하는 중요한 글들을 생산했다. 하리다사 시인들은 상가티야(4행시), 술라디(박자 기반), 우가보가(멜로디 기반), 문디게(신비주의)의 고유 운율에서 데바라마(서정시)라고 불리는 노래들을 통해 그들의 헌신을 기념했다. 그들의 영감은 마드바차리야와 비야사티르타의 가르침이었다. 푸란다라다사와 카나카다사는 엄청난 공헌으로 인해 많은 다사(신자)들 중에서 가장 중요한 자들로 간주된다. 가장 유명한 브라만 학자인 쿠마라 비야사는 서사시 마하바라타의 칸나다어 번역본인 가두기나 바라타를 저술했다. 이 작품은 칸나다어 문학이 고대 칸나다어에서 현대 칸나다어로 전환되는 것을 시사한다. 차마라사는 데바라야 2세의 궁정에서 비슈누파 학자들과 많은 논쟁을 벌인 유명한 비라샤이바 학자이자 시인이었다. 그의 프라불링가 리는 나중에 텔루구어와 타밀어로 번역된 성자 알라마 프라부(성자는 가네샤의 화신으로 여겨졌고 파르바티는 바나바시의 공주의 모습을 띠었다)에 대한 찬미였다.
이러한 텔루구 문학의 절정기에 프라반다 양식으로 가장 유명한 글은 마누카리타무였다. 크리슈나 데바 라야 황제는 뛰어난 텔루구 학자로, 타밀 알바르의 시성이자 페리얄바르의 딸인 안달과 비슈누 신이 결혼한 이야기인 아무크타말리야다를 썼다. 그의 궁정에는 문학 집회의 기둥으로 여겨지는 여덟 명의 유명한 학자들(아슈타디가자)이 있었다. 그들 중 가장 유명한 사람들은 안드라카비타피타마하("텔루구 시의 아버지")라는 존칭을 가졌던 알라사니 페다나와 몇몇 유명한 작품들을 저술한 궁정 광대 테날리 라마크리슈나였다. 나머지 여섯 시인은 난디 팀마나(묵쿠 팀마나), 아이얄라라주 라마바하드라, 마다야가리 말라나, 바투 무르티(라마라자 부샤나), 핑갈리 수라나, 두르자티였다. 마루트라차리타무, 살리바하나 삽타사티 등의 책을 쓴 스리나타는 데바 라야 2세의 후원을 받았고 조정의 중요한 대신들과 같은 지위를 누렸다.
이 시기의 대부분의 타밀 문학은 타밀 문학의 재배에 특별한 관심을 기울였던 판디아에 의해 지배되었던 타밀어 사용 지역에서 왔다. 일부 시인들은 비자야나가라 황제들의 후원을 받기도 했다. 스바루파난다 데시카르는 아드바이타 철학에 관한 2824절의 문집인 시바프라카삽-페룬디라투를 썼다. 그의 제자인 금욕주의자 타투바라야르는 구절의 약 절반을 포함하는 더 짧은 문집인 쿠룬디라투를 썼다. 크리슈나 데바 라야는 전자를 선호하여 이루사마야 빌라캄이 두 힌두교 체계인 비슈누파와 시바파의 표현물이었던 타밀 비슈누파 시인 하리다사를 후원했다.
음악과 의학에 관한 세속적인 저술들 중에서 주목할 만한 작품들은 비디야라야의 산기차라, 프라우다 라야의 라티랏나프라디피카, 사야나의 아유르베다 수다니디, 락슈마나 판디타의 바이디야라자발라밤이 있다. 삼각법과 미적분학에 중요한 공헌을 한 마다바와 행성의 궤도에 대한 가설을 세운 닐라칸타 소마야지와 같은 학자들 덕분에 이 시기의 케랄라 천문학과 수학 학파는 번창했다.

### 건축

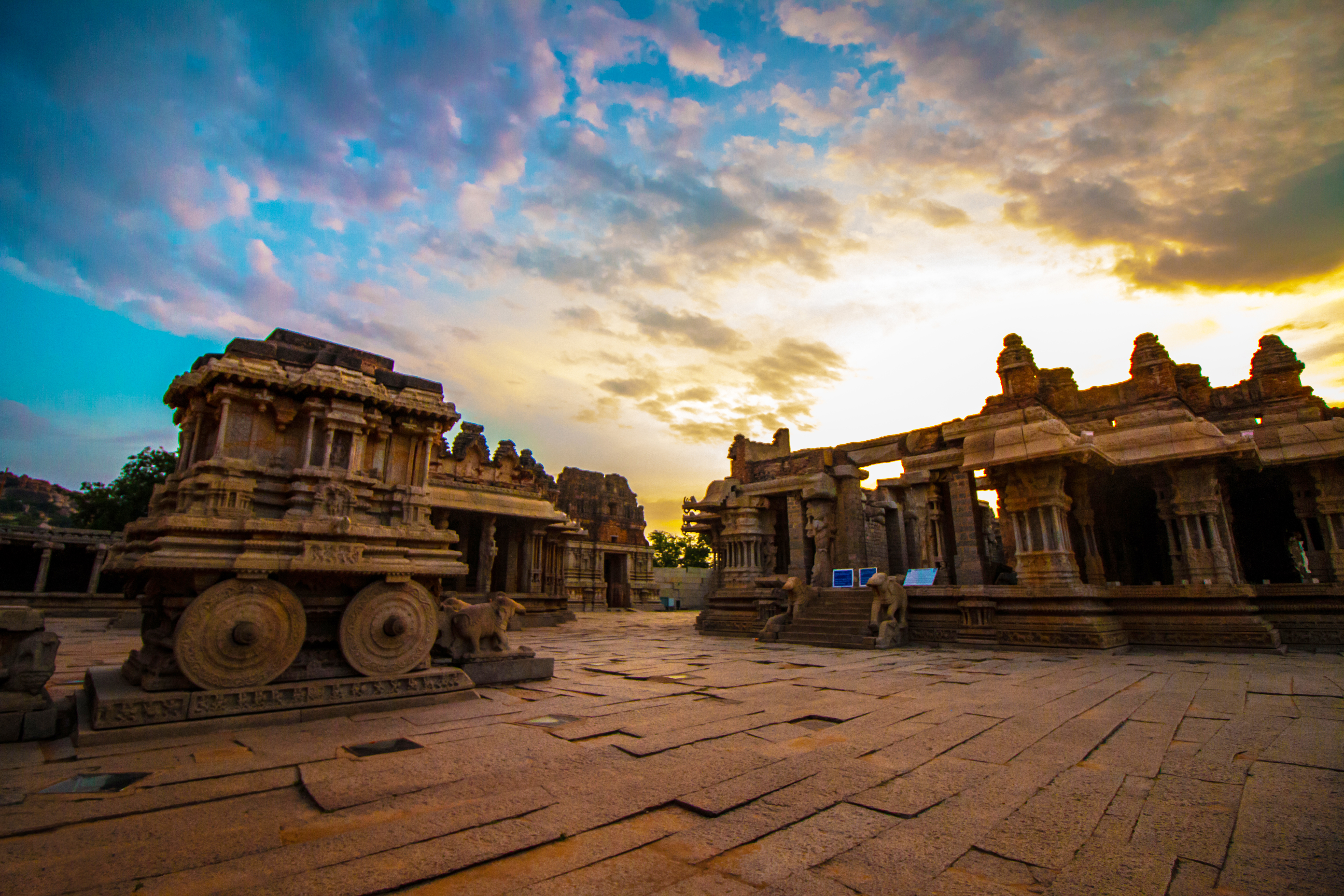
함피의 비탈라 사원에 있는 사원차.

예술평론가 퍼시 브라운에 따르면 비자야나가라 건축은 이전 세기에 번성했던 양식들인 찰루키아, 호이살라, 판디아, 촐라 양식의 활기찬 조합과 꽃이 피었다고 한다. 제의 조각, 건축, 회화의 유산은 제국이 끝난 후 오래 전부터 예술의 발전에 영향을 미쳤다. 비자야나가라 예술의 양식적 특징은 화려한 기둥이 있는 칼리아나만타파(결혼식장), 바산타만타파(공개된 기둥), 라야고푸라(탑)이다. 제국이 지속적인 침략 위협을 받고 있었기 때문에 장인들은 내구성 때문에 현지에서 구할 수 있는 단단한 화강암을 사용했다. 비자야나가라의 수도에 있는 기념물들의 야외 극장은 유네스코 세계문화유산이다.
14세기에 황제들은 계속해서 베사라나 데칸 양식의 기념물들을 만들었지만, 후에 그들의 의식적인 욕구를 충족시키기 위해 드라비다 양식의 고푸람들을 포함시켰다. 데칸 건축의 한 예로 부카의 프라산나 비루파크샤 사원과 데바 라야의 하자레 라마 사원을 들 수 있다. 기둥들의 다양하고 복잡한 장식들이 그들의 작품의 특징이다. 함피에서, 비탈라 사원과 하자라 라마스와미 사원은 기둥 모양의 칼리아나만타파 양식의 한 예이다. 그들의 양식의 눈에 보이는 것은 그들이 찰루키아 왕조에 의해 발전된 단순하고 조용한 예술로 돌아갔다는 것이다. 툴루바 황제들의 통치 기간 동안, 비탈라 사원은 완성되기까지 수십 년이 걸렸다.

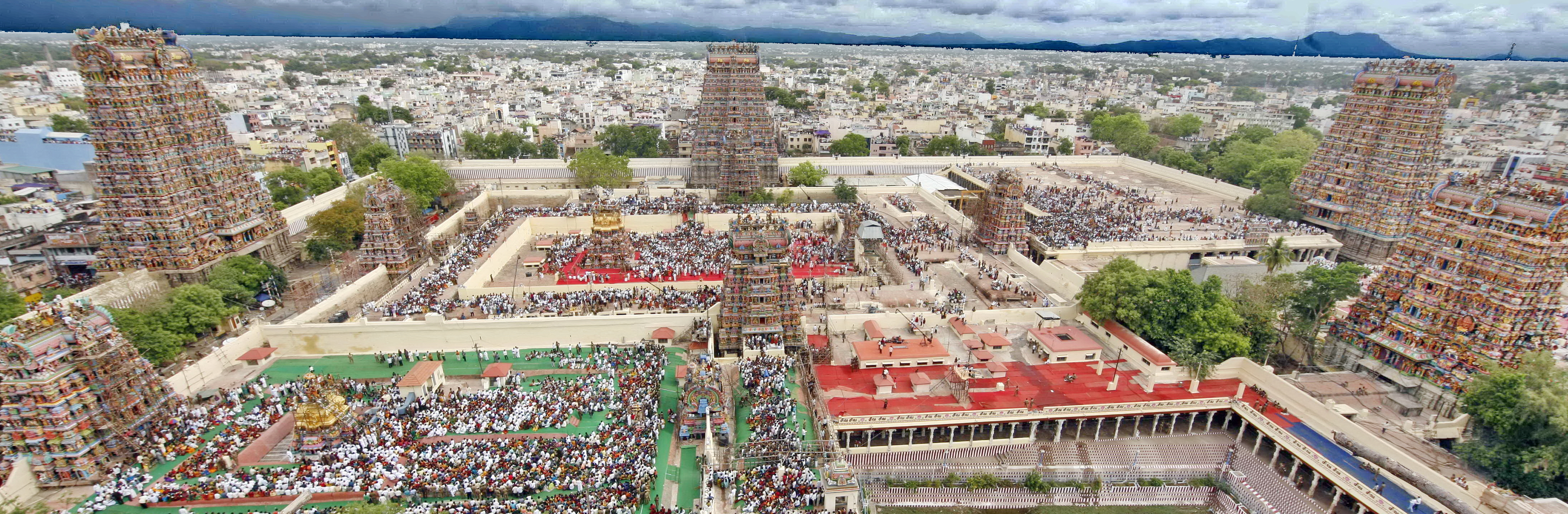
마두라이 미나크시 사원'의 항공 전경. 이 사원은 비자야나가라 제국의 나야카 통치자들에 의해 재건되었다.

비자야나가라 양식의 또 다른 요소는 함피의 사시베카루(겨자) 가네샤와 카달레카루(땅콩) 가네샤, 카르칼라와 베누르의 고마테슈와라(바후발리), 레팍시의 난디 황소와 같은 대형 기둥을 조각하고 봉헌하는 것이었다. 카르나타카주의 콜라르, 카나카기리, 싱게리 및 기타 마을의 비자야나가라 사원, 안드라프라데시주의 타드파트리, 레팍시, 아호빌람, 티루말라 벤카테스와라 사원 및 스리칼라하스티 사원, 타밀나두주의 벨로르, 쿰바코남, 칸치 및 스리랑감 사원이 이 양식의 예시이다. 비자야나가라 예술에는 함피의 비루팍샤 사원에 있는 다샤바타라와 기리자칼리아나(시바의 배우자인 파르바티의 결혼), 레팍시의 비라바드라 사원에 있는 시바푸라나 벽화(시바 이야기), 칸치의 카막시 사원과 바라다라자 사원의 벽화 같은 벽화가 있다. 이러한 남인도 양식의 혼합은 이전 세기에는 볼 수 없었던 새로운 예술의 관용구를 탄생시켰으며, 이전 인도와는 다른 부조와 조각에 중점을 두었다.
이 거대한 도시의 세계주의를 보여주는 비자야나가라 건축의 한 측면은 이슬람적인 특징을 지닌 세속적인 건축물의 존재이다. 정치 역사가 비자야나가라 제국과 데칸 술탄국 사이의 진행 중인 갈등에 집중하는 반면, 건축 기록은 더 창조적인 상호작용을 반영한다. 이러한 영향을 보여주는 많은 아치, 돔, 금고가 있다. 정자, 마구간, 타워와 같은 건축물들의 집중은 그것들이 황족에 의해 사용되었음을 시사한다. 이 건축물들의 장식적인 세부사항들은 데바 라야 1세와 데바 라야 2세의 통치와 일치하면서, 15세기 초에 비자야나가라 건축에 흡수되었을 수 있다. 이 황제들은 그들의 군대와 궁정에 많은 무슬림들을 고용한 것으로 알려져 있는데, 그들 중 일부는 이슬람 건축가였을지도 모른다. 건축적인 생각의 이러한 조화로운 교환은 힌두교와 이슬람 왕국 사이의 평화의 드문 기간 동안 분명히 일어났다. "위대한 강령"(마하나바미디바)에는 황족의 수행원으로 고용된 것으로 알려진 중앙아시아 튀르크인들의 얼굴 특징을 가진 것으로 보이는 부조된 조각들이 있다.

## 여행자들

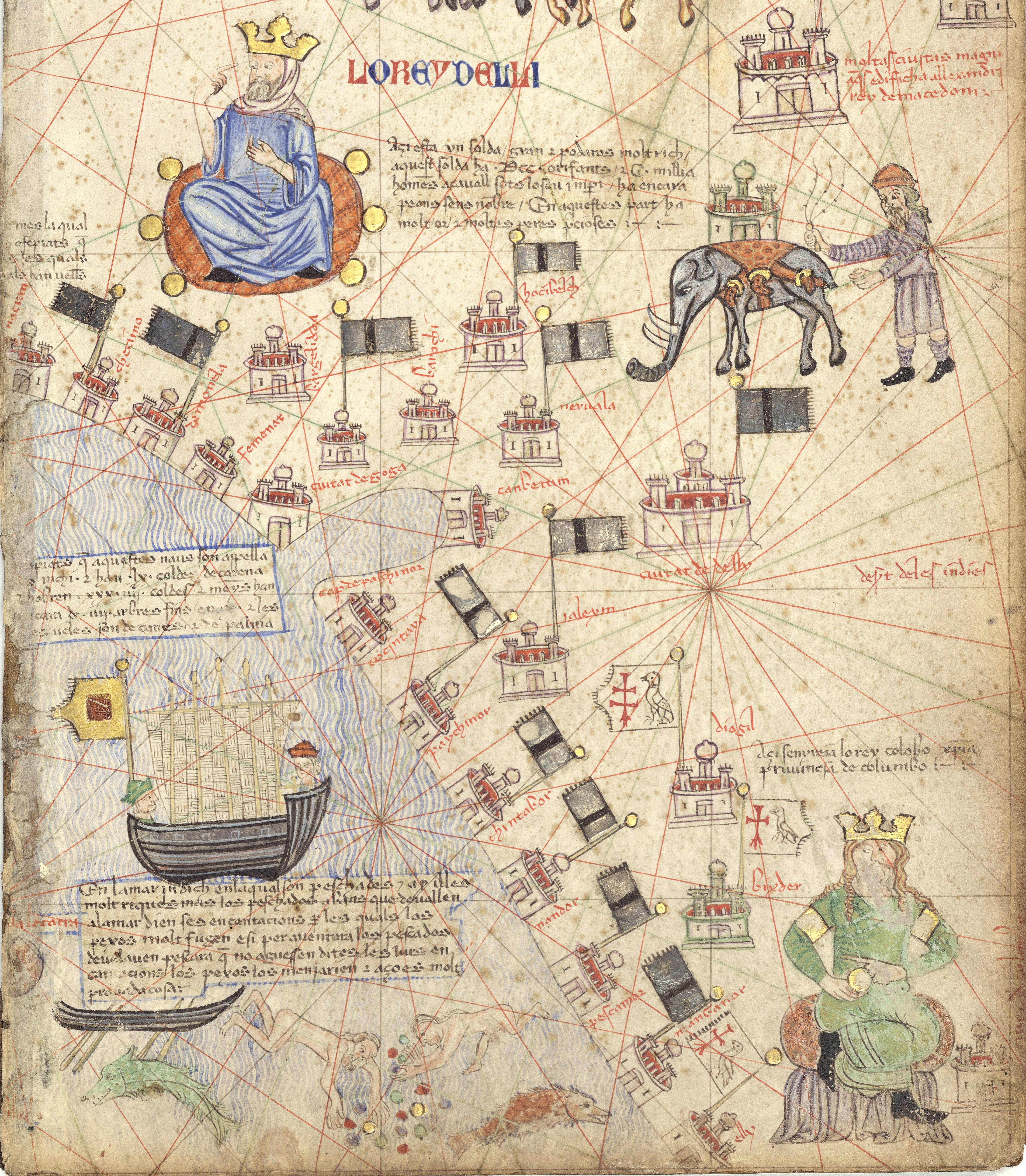
델리 술탄(위) 및 비자야나가라 황제(아래), 콜람이라는 도시의 이름을 따서 "콜롬보의 왕"으로 명명되었다. 그림 설명에는 "여기 기독교인 콜롬보의 왕이 통치하고 있다."고 적혀 있다. 그는 1329년부터 요르단누스가 콜람에 설립한 기독교 선교부 때문에 기독교인으로 잘못 인식되었다. 1375년 카탈루냐 아틀라스의 세부 모습.

1420년경 함피를 방문한 이탈리아 상인이자 여행가인 니콜로 데 콘티의 회고록에 따르면, 함피의 둘레는 60마일(97km)로 추정되며 요새 안에 농업과 정착촌을 둘러싸고 있었다. 1442년 페르시아에서 방문한 압둘 라자크는 함피가 7층으로 이루어진 요새로 이루어진 도시로, 바깥층은 농업, 공예, 거주지로, 안쪽 3~7층은 상점과 바자르(시장)로 매우 붐비는 도시라고 묘사했다.
1520년 포르투갈 여행자 도밍고 파에스는 포르투갈 고아에서 파견된 무역단의 일원으로 비자야나가라를 방문했다. 그는 회고록 '비스나가 시대의 크로니카 도스 데 비스나가'에서 비자야나가라에 대해 "로마만큼 크고, 보기에도 매우 아름다운... 세계 최고의 도시"라고 언급했다. 파에스에 따르면, "그 안에는 많은 숲이 있고 집의 정원에는 그 가운데로 흐르는 많은 수로가 있으며 곳곳에 호수가 있다."
이탈리아 상인이자 여행가인 체사레 페데리치는 비자야나가라 제국의 1565년 패배와 붕괴 이후 몇 십 년 후에 방문했다. 시노폴리, 요한센, 모리슨에 따르면 페데리치는 이 도시를 매우 다른 도시로 묘사했다. 그는 "베제네거(함피-비자야나가라)의 도시는 완전히 파괴되지 않았지만 집들은 가만히 텅 비어 있으며 보고된 바와 같이 호랑이들과 다른 야수들 외에는 아무것도 거주하지 않는다"고 썼다.
역사학자 윌 듀란트는 그의 동방문화유산에서 비자야나가라의 이야기를 암송하며, 비자야나가라의 정복과 파괴는 낙담할만한 이야기라고 말한다. 그는 "문명은 질서와 자유, 문화와 평화의 섬세한 복합체를 가진 불안정한 것이라는 것이 명백한 도덕적인 것이다" 라고 쓰고 있다.

## 역대 황제

### 상가마 왕조
| 대수 | 이름                  | 재위                               | 비고   |
| ---- | --------------------- | ---------------------------------- | ------ |
| 1    | 하리하라 1세          | 1336년 4월 18일 ~ 1356년 11월 20일 | 창시자 |
| 2    | 부카 라야 1세         | 1356년 ~ 1377년                    |        |
| 3    | 하리하라 2세          | 1377년 6월 21일 ~ 1404년           |        |
| 4    | 비루팍샤 라야         | 1404년 ~ 1405년                    |        |
| 5    | 부카 라야 2세         | 1404년 7월 27일 ~ 1406년 8월/11월  |        |
| 6    | 데바 라야             | 1406년 11월 5일 ~ 1423년 2월 25일  |        |
| 7    | 라마찬드라 라야       | 1423년 4월 4일 ~ 1423년            |        |
| 8    | 비라 비자야 부카 라야 | 1422년 ~ 1424년                    |        |
| 9    | 데바 라야 2세         | 1423년 2월 10일 ~ 1446년 5월       |        |
| 10   | 말리카르주나 라야     | 1446년 ~ 1465년 7월 14일           |        |
| 11   | 비루팍샤 라야 2세     | 1465년 ~ 1485년                    |        |
| 12   | 프라우다 라야         | 1485년                             |        |

### 살루바 왕조
| 대수 | 이름                      | 재위            | 비고 |
| ---- | ------------------------- | --------------- | ---- |
| 13   | 살루바 나라심하 데바 라야 | 1485년 ~ 1491년 |      |
| 14   | 팀마 부팔라               | 1491년          |      |
| 15   | 나라심하 라야 2세         | 1491년 ~ 1505년 |      |

### 툴루바 왕조
| 대수 | 이름                 | 재위                               | 비고 |
| ---- | -------------------- | ---------------------------------- | ---- |
| 16   | 툴루바 나라사 나야카 | 1491년 ~ 1503년                    |      |
| 17   | 비라나라심하 라야    | 1503년 ~ 1509년 7월 26일           |      |
| 18   | 크리슈나 데바 라야   | 1509년 7월 26일 ~ 1529년 10월 17일 |      |
| 19   | 아츄타 데바 라야     | 1529년 11월 30일 ~ 1542년          |      |
| 20   | 벤카타 1세           | 1542년                             |      |
| 21   | 사다시바 라야        | 1542년 ~ 1570년                    |      |

### 아라비두 왕조
| 대수 | 이름               | 재위                     | 비고        |
| ---- | ------------------ | ------------------------ | ----------- |
| 22   | 알리야 라마 라야   | 1542년 ~ 1565년 1월 23일 |             |
| 23   | 티루말라 데바 라야 | 1565년 ~ 1572년          |             |
| 24   | 스리랑가 1세       | 1572년 ~ 1586년          |             |
| 25   | 벤카타 2세         | 1586년 ~ 1614년          |             |
| 26   | 스리랑가 2세       | 1614년                   |             |
| 27   | 라마 데바 라야     | 1617년 ~ 1632년          |             |
| 28   | 벤카타 3세         | 1632년 ~ 1642년          |             |
| 29   | 스리랑가 3세       | 1642년 ~ 1646/78년       | 마지막 군주 |

## 같이 보기
- 탈리코타 전투
- 데칸 술탄국
- 카르나타카
- 함피

### 인용주
1. ↑  The Hinduraya suratrana term in inscriptions has been coupled with long brocaded headdress (kullayi) and others shown in some royalty-related reliefs found in Hampi as additional support for the hypothesis that 'Islamicization of Hindu culture' in 14th-century.[97] The long headdress are also seen in the royalty-related and secular artwork in Pattadakal dated from the 7th and 8th century, about 5 centuries before the first Sultanate was formed in South Asia.[92] Similar conical headdress is seen in other sites such as the Ajanta Caves, Ellora Caves, Aihole and Badami, variously dated from the 2nd century CE to 10th century CE.[93][98]
2. ↑  Dhere 2011, 243쪽: "We can deduce that Sangam must have become a Yadava through his pastoralist, cowherd community.",

### 참조주
1. ↑  Howes, Jennifer (1998). 《The Courts of Pre-colonial South India: Material Culture and Kingship》. Psychology Press. 43쪽. ISBN 978-07-0071-585-5.
2. ↑  Bridges, Elizabeth J. (2016). 〈Vijayanagara Empire〉.   Dalziel, N.; MacKenzie, J. M. 《The Encyclopedia of Empire》. 1–5쪽. doi:10.1002/9781118455074.wbeoe424. ISBN 9781118455074.
3. ↑  https://frontline.thehindu.com/books/book-review-hampi-by-pierre-sylvain-filliozat-and-vasundhara-kavali-filliozat-is-more-than-a-coffee-table-book-on-the-vijayanagar-empire/article38185980.ece#!
4. ↑  https://www.hindustantimes.com/india-news/karnataka-a-name-centuries-in-the-making-stamped-in-73-101636224147642.html
5. ↑  Dhere 2011, 243쪽.
6. ↑  Sewell 2011, 22, 23, 420쪽.
7. ↑  Stein 1989, xi쪽
8. ↑  Nilakanta Sastri 1955, 268쪽
9. ↑  Fritz & Michell 2001.
10. ↑  “Karnataka: A name centuries in the making, stamped in '73”. Hindustan Times. 2021년 11월 7일. 2022년 9월 4일에 확인함.
11. ↑  “When the south was one”. Fountain Ink. 2022년 9월 4일에 확인함.
12. ↑  “Book Review: 'Hampi' by Pierre-Sylvain Filliozat and Vasundhara Kavali-Filliozat is more than a coffee-table book on the Vijayanagar Empire”. 2022년 1월 9일.
13. ↑  “The Narasinga Kingdom”. Deccan Herald. 2015년 4월 21일. 2023년 3월 14일에 확인함.
14. ↑  “Andrea Corsali. L'esploratore Amico Di Leonardo Da Vinci, Scomparso In Oriente”. GINGKO EDIZIONI. 2015년 4월 21일. 2023년 3월 14일에 확인함. ... Il regno di Paleacate confina per terra ferma col re di Narsinga, ch’è gentile e principal re di tutta l’India, ed è il più ricco signore che sia di questa banda fino al mar, Batticala, Onor e Brazabor; e lassando il paese de Malabari, ch’è giunto con la marina, s’estende per terra ferma fino al sino Gangetico, dove è il signor de Coromandel, e Paleacate, di là dal capo di Commari, detto Pelura anticamente. ...
15. ↑  “The Rayas of Vijayanagar”. Notes on Indian History. 2013년 10월 7일. 2023년 3월 14일에 확인함.
16. ↑  Historians such as P. B. Desai (History of Vijayanagar Empire, 1936), Henry Heras (The Aravidu Dynasty of Vijayanagara, 1927), B.A. Saletore (Social and Political Life in the Vijayanagara Empire, 1930), G.S. Gai (Archaeological Survey of India), William Coelho (The Hoysala Vamsa, 1955) and Kamath (Kamath 2001, 157–160쪽)
17. ↑  Karmarkar (1947), p30
18. ↑  Kulke and Rothermund (2004), p188
19. ↑  Rice (1897), p345
20. ↑  Sewell 1901; Nilakanta Sastri 1955; N. Ventakaramanayya, The Early Muslim expansion in South India, 1942; B. Surya Narayana Rao, History of Vijayanagar, 1993; Kamath 2001, 157–160쪽
21. 1 2  Nilakanta Sastri 1955, 216쪽
22. ↑  Kamath 2001, 160쪽
23. ↑  Portuguese travelers Barbosa, Barradas and Italian Varthema and Caesar Fredericci in 1567, Persian Abdur Razzak in 1440, Barani, Isamy, Tabataba, Nizamuddin Bakshi, Ferishta and Shirazi and vernacular works from the 14th century to the 16th century. (Kamath 2001, 157–158쪽)
24. ↑  Fritz & Michell 2001, 1–11쪽
25. ↑  VA Smith. 《The Oxford History of India》. Clarendon: Oxford University Press. 275–298쪽.
26. 1 2  Burton Stein (1989). 《The New Cambridge History of India: Vijayanagara》. Cambridge University Press. 18–19쪽. ISBN 978-0-521-26693-2.
27. 1 2  David Gilmartin; Bruce B. Lawrence (2000). 《Beyond Turk and Hindu: Rethinking Religious Identities in Islamicate South Asia》. University Press of Florida. 300–306, 321–322쪽. ISBN 978-0-8130-3099-9.
28. 1 2  Cynthia Talbot (2001). 《Precolonial India in Practice: Society, Region, and Identity in Medieval Andhra》. Oxford University Press. 281–282쪽. ISBN 978-0-19-803123-9.
29. 1 2  Mary Storm (2015). 《Head and Heart: Valour and Self-Sacrifice in the Art of India》. Taylor & Francis. 311쪽. ISBN 978-1-317-32556-7.
30. ↑  Kanhaiya L Srivastava (1980). 《The position of Hindus under the Delhi Sultanate, 1206-1526》. Munshiram Manoharlal. 202쪽.
31. ↑  Kamath 2001, 162쪽
32. ↑  Nilakanta Sastri 1955, 317쪽
33. ↑  VA Smith. 《The Oxford History of India》. Clarendon: Oxford University Press. 299–302쪽.
34. ↑  The success was probably also due to the peaceful nature of Muhammad II Bahmani, according to Nilakanta Sastri 1955, 242쪽
35. ↑  From the notes of Portuguese Nuniz. Robert Sewell notes that a big dam across was built the Tungabhadra and an aqueduct 15 마일 (24 km) long was cut out of rock (Nilakanta Sastri 1955, 243쪽).
36. ↑  Columbia Chronologies of Asian History and Culture, John Stewart Bowman p.271, (2013), Columbia University Press, New York, ISBN 0-231-11004-9
37. 1 2  Nilakanta Sastri 1955, 244쪽
38. ↑  From the notes of Persian Abdur Razzak. Writings of Nuniz confirms that the kings of Burma paid tributes to Vijayanagara empire Nilakanta Sastri 1955, 245쪽
39. ↑  Kamath 2001, 164쪽
40. ↑  From the notes of Abdur Razzak about Vijayanagara: a city like this had not been seen by the pupil of the eye nor had an ear heard of anything equal to it in the world (Hampi, A Travel Guide 2003, p11)
41. ↑  Also deciphered as Gajaventekara, a metaphor for "great hunter of his enemies", or "hunter of elephants" (Kamath 2001, 163쪽).
42. ↑  Eaton 2006, 86–87쪽.
43. ↑  Nilakanta Sastri 1955, 250쪽
44. ↑  Eaton 2006, 87–88쪽.
45. ↑  Nilakanta Sastri 1955, 239쪽
46. ↑  Kamath 2001, 159쪽
47. ↑  From the notes of Portuguese traveler Domingo Paes about Krishna Deva Raya: A king who was perfect in all things (Hampi, A Travel Guide 2003, p31)
48. ↑  Eaton 2006, 88–89쪽.
49. ↑  The notes of Portuguese Barbosa during the time of Krishna Deva Raya confirms a very rich and well provided Vijayanagara city ((Kamath 2001, 186쪽))
50. ↑  Most monuments including the royal platform (Mahanavami Dibba) were actually built over a period spanning several decades (Dallapiccola 2001, p66)
51. ↑  Eaton 2006, 92쪽.
52. ↑  Eaton 2006, 93–101쪽.
53. ↑  Eaton (2005년 11월 17일). 《A Social History of the Deccan, 1300–1761 – Eight Indian Lives – Part 1, Volume 8》. Cambridge University Press. 87쪽. ISBN 9780521254847.
54. ↑  Pillai, Manu S. (2020). 《Rebel Sultans:The Deccan from Khilji to Shivaji》. New Delhi: Juggernaut Books. 116–118쪽. ISBN 978-9353451066.
55. ↑  Chopra, Ravindran & Subrahmanian 2003, part II, p. 43
56. ↑  Eaton 2006, 96–98쪽.
57. ↑  Eaton, Richard (2019). 〈The Deccan and the South, 1400–1650〉. 《India in the Persianate Age, 1000–1765》. Penguin Books. 168–172쪽.
58. ↑  Kulke & Rothermund 2004, 191쪽.
59. ↑  Eaton 2006, 98쪽.
60. ↑  Kamath 2001, 172–173쪽.
61. ↑  Eaton 2006, 98–101쪽.
62. ↑  Eaton 2006, 100–101쪽.
63. ↑  Kamath 2001, 174쪽
64. ↑  Vijaya Ramaswamy (2007). 《Historical Dictionary of the Tamils》. Scarecrow Press. Li–Lii쪽. ISBN 978-0-8108-6445-0.
65. ↑  Eaton 2006, 101–115쪽.
66. ↑  Kamath 2001, 220, 226, 234쪽
67. ↑  (K.M. Panikkar in Kamath 2001, 174쪽)
68. ↑  Svamin, Amatya, Janapada, Durga, Kosa, Daiufa, Mitra respectively.Mahalingam, T.V (1940). 《Administration and social life under Vijayanagara》. Madras University Historical Series, No. 15. University of Madras. 9,101,160,239,244,246,260쪽.
69. ↑  From the notes of Persian Abdur Razzak and research by B.A. Saletore (Kamath 2001, 175쪽)
70. ↑  From the notes of Nuniz (Kamath 2001, 175쪽)
71. ↑  Nilakanta Sastri 1955, 286쪽.
72. ↑  From the notes of Duarte Barbosa (Kamath 2001, 176쪽). However, the kingdom may have had nine provinces (T. V. Mahalingam in Kamath 2001, 176쪽)
73. ↑  Kamath 2001, 176–177쪽.
74. ↑  Nilakanta Sastri 1955, 287쪽.
75. ↑  From the notes of Abdur Razzaq and Paes (Kamath 2001, 176쪽)
76. ↑  From the notes of Nuniz (Nilakanta Sastri 1955, 288쪽)
77. ↑  Davison-Jenkins 2001, 89쪽.
78. ↑  From the notes of Domingo Paes and Nuniz (Davison-Jenkins 2001, 98쪽)
79. ↑  Davison-Jenkins 2001, 90쪽.
80. ↑  Davison-Jenkins 2001, 88–99쪽.
81. ↑  From the notes of Duarte Barbosa. (Kamath 2001, 181쪽)
82. 1 2 3 4  From the notes of Abdur Razzak in Nilakanta Sastri 1955, 304쪽
83. ↑  From the notes of Abdur Razzak in Nilakanta Sastri 1955, 299쪽
84. ↑  Nilakanta Sastri 1955, 304–305쪽.
85. ↑  Nilakanta Sastri 1955, 305쪽.
86. ↑  Nilakanta Sastri 1955, 306쪽.
87. ↑  Reddy, Soma. “Taxation of Hindu Temples in the Telugu districts of the Vijayanagara Empire (1978)”. 《Proceedings of the Indian History Congress》 39: 503–508. JSTOR 44139388.
88. ↑  From the notes of Duarte Barbosa (Kamath 2001)
89. ↑  Rajat Kanta Ray (2003). 《The Felt Community: Commonalty and Mentality Before the Emergence of Indian Nationalism》. Oxford University Press. 30쪽. ISBN 978-0-19-565863-7.
90. 1 2 3  Pollock, Sheldon (1993). “Ramayana and Political Imagination in India”. 《The Journal of Asian Studies》 (Cambridge University Press) 52 (2): 284–285. doi:10.2307/2059648. JSTOR 2059648.
91. ↑  Wagoner, Phillip B. (1996). “"Sultan among Hindu Kings": Dress, Titles, and the Islamicization of Hindu Culture at Vijayanagara”. 《The Journal of Asian Studies》 (Cambridge University Press (CUP)) 55 (4): 853. doi:10.2307/2646526. ISSN 0021-9118. JSTOR 2646526.
92. 1 2  George Michell (2002). 《Pattadakal》. Oxford University Press. 65–68, 54–73쪽. ISBN 978-0-19-565651-0.
93. 1 2  Lisa Owen (2012). 《Carving Devotion in the Jain Caves at Ellora》. BRILL Academic. 68–71쪽. ISBN 978-90-04-20630-4.
94. ↑  Walter M. Spink (2005). 《Cave by Cave》. BRILL Academic. 38–40, 78–79, 225–227쪽. ISBN 90-04-15644-5.
95. ↑  The Hinduraya suratrana term in inscriptions has been coupled with long brocaded headdress (kullayi) and others shown in some royalty-related reliefs found in Hampi as additional support for the hypothesis that 'Islamicization of Hindu culture' in 14th-century.[91] The long headdress are also seen in the royalty-related and secular artwork in Pattadakal dated from the 7th and 8th century, about 5 centuries before the first Sultanate was formed in South Asia.[92] Similar conical headdress is seen in other sites such as the Ajanta Caves, Ellora Caves, Aihole and Badami, variously dated from the 2nd century CE to 10th century CE.[93][94]
96. ↑  David Lorenzen (2017).  J. E. Llewellyn, 편집. 《Defining Hinduism: A Reader》. Taylor & Francis. 73–75쪽. ISBN 978-1-315-47563-9.
97. ↑  Wagoner, Phillip B. (1996). “"Sultan among Hindu Kings": Dress, Titles, and the Islamicization of Hindu Culture at Vijayanagara”. 《The Journal of Asian Studies》 (Cambridge University Press (CUP)) 55 (4): 853. doi:10.2307/2646526. ISSN 0021-9118. JSTOR 2646526.
98. ↑  Walter M. Spink (2005). 《Cave by Cave》. BRILL Academic. 38–40, 78–79, 225–227쪽. ISBN 90-04-15644-5.
99. ↑  Habib, Irfan (1999). “The Envisioning of a Nation: A Defence of the Idea of India”. 《Social Scientist》 27 (9/10): 18–29. doi:10.2307/3518100. JSTOR 3518100.
100. ↑  A.R. Kulkarni (1970), Social Relations in the Maratha Country in the Medieval Period, Proceedings of the Indian History Congress, Vol. 32, Issue 1, pp. 231-268, Quote: "Suratrana has been interpreted by some as the 'protector of gods' (.
101. ↑  Dhere 2011.
102. ↑  Sewell 2011.
103. ↑  Kamath 2001, 177쪽
104. ↑  Wagoner 2001, 14쪽
105. ↑  Kamath 2001, 177–178쪽
106. ↑  Naik, Reddy, Krishna, Ramajulu (2007). “Impact of endowments on society during the Vijayanagara period: A study of the Rayalaseema region, 1336–1556”. 《Proceedings of the Indian History Congress》 68: 286–294. JSTOR 44147838.
107. ↑  Iyer 2006.
108. 1 2 3  Shiva Prakash 1997.
109. 1 2  Kamath 2001.
110. 1 2  Nilakanta Sastri 1955.
111. ↑  Sinha, Madhubala (2009). 《Encyclopaedia of South Indian Literature – Volume 2》. Anmol Publications, 2009, New Delhi. 271쪽. ISBN 9788126137404.
112. ↑  Kamath 2001, 112, 132쪽
113. ↑  From the notes of Arab writer Al-Ishtakhri (Nilakanta Sastri 1955, 396쪽)
114. ↑  From the notes of Ibn Batuta (Nilakanta Sastri 1955, 396쪽)
115. ↑  Rice 2001.
116. ↑  From the notes of Jordanus in 1320–21 (Nilakanta Sastri 1955, 397쪽)
117. ↑  Doss, M. Christhu (2018년 11월 1일). “Indian Christians and The Making of Composite Culture in South India”. 《South Asia Research》 (영어) 38 (3): 247–267. doi:10.1177/0262728018798982. ISSN 0262-7280.
118. ↑  Mack 2002, 77–78쪽
119. ↑  Mack 2002, 79쪽
120. ↑  Kamath 2001, 10, 157쪽
121. ↑  Thapar 2003, 393–395쪽
122. ↑  Mack 2002, 81–82쪽
123. ↑  Talbot 2002, 25–28쪽
124. ↑  Davison-Jenkins 2001, 63,72,98,99쪽
125. ↑  Chopra, Ravindran & Subrahmanian 2003, Introductory p. ix,x
126. ↑  Sattar, Sharma & Pokharia 2010, 245쪽
127. ↑  Savile 1996, 858쪽
128. ↑  Sinopoli & Morrison 2001, 101,104쪽
129. ↑  Chopra, Ravindran & Subrahmanian 2003, Introductory ix, part II, p. 9
130. ↑  Kamath 2001, 157–158쪽
131. ↑  Chopra, Ravindran & Subrahmanian 2003, Introductory p. ix
132. ↑  Sinopoli 2003, 105쪽
133. ↑  Kamath 2001, 176쪽
134. ↑  Nagaraj 2003, 378쪽
135. ↑  Royal patronage was also directed to the support of literature in several languages: Sanskrit (the pan-Indian literary language), Kannada (the language of the Vijayanagara home base in Karnataka), and Telugu (the language of Andhra). Works in all three languages were produced by poets assembled at the courts of the Vijayanagara kings
The Telugu language became particularly prominent in the ruling circles by the early 16th century, because of the large number of warrior lords who were either from Andhra or had served the kingdom there— Asher & Talbot 2006, 74–75쪽
136. ↑  Nilakanta Sastri 1955, 321쪽.
137. ↑  Nilakanta Sastri 1955, 324쪽.
138. ↑  Devi, Ganga (1924).  Sastri, G Harihara; Sastri, V Srinivasa, 편집. 《Madhura Vijaya (or Veerakamparaya Charita): An Historical Kavya》. Trivandrum, British India: Sridhara Power Press. 2016년 6월 21일에 확인함.
139. ↑  Ayyappapanicker in (Shiva Prakash 1997, 164, 193–194, 203쪽)
140. ↑  Nilakanta Sastri 1955, 364쪽.
141. ↑  Nilakanta Sastri 1955, 363쪽.
142. ↑  Rice 2001, 68쪽.
143. ↑  Rao, Pappu Venugopala (2010년 6월 22일). “A masterpiece in Telugu literature”. 《The Hindu》 (Chennai). 2016년 6월 9일에 확인함.
144. ↑  Krishnadevaraya (2010).  Reddy, Srinivas, 편집. 《Giver of the Worn Garland: Krishnadevaraya's Amuktamalyada》. Penguin UK. ISBN 978-8184753059. 2016년 6월 9일에 확인함.
145. ↑  Krishnadevaraya (1907). 《Amuktamalyada》. London: Telugu Collection for the British Library. 2016년 6월 9일에 확인함.
146. ↑  (Nilakanta Sastri 1955, 372쪽)
147. ↑  Nilakanta Sastri 1955, 370쪽.
148. ↑  Nilakanta Sastri 1955, 347쪽.
149. ↑  Durga Prasad 1988, 268–270쪽.
150. ↑  Kak, Subhash (2010).  Sengupta, Pradip Kumar, 편집. 《History of Science and Philosophy of Science: A Historical Perspective of the Evolution of Ideas in Science》. vol. XIII, part 6. Pearson Longman. 91쪽. ISBN 978-81-317-1930-5.
151. ↑  (Kamath 2001, 182쪽).
152. ↑  “Group of Monuments at Hampi-Cultural Sites”. 《UNESCO》 (World Heritage Centre, Paris). 1986. 2021년 4월 27일에 확인함.
153. 1 2 3  Fritz & Michell 2001, 9쪽.
154. ↑  Nilakanta Sastri about the importance of pillars in the Vijayanagar style in Kamath 2001, 183쪽
155. ↑  《Hampi Travel Guide》. New Delhi: Eicher Goodearth supported by Department of Tourism, Government of India. 2003. 77쪽. ISBN 978-81-87780-17-5. LCCN 2003334582.
156. ↑  Kamath 2001, 184쪽.
157. ↑  Fritz & Michell 2001, 10쪽.
158. ↑  Philon 2001, 87쪽.
159. ↑  Dallapiccola 2001, 69쪽.
160. ↑  Liščák, Vladimír (2017). “Mapa mondi (Catalan Atlas of 1375), Majorcan cartographic school, and 14th century Asia” (PDF). 《International Cartographic Association》 1: 5. Bibcode:2018PrICA...1...69L. doi:10.5194/ica-proc-1-69-2018.
161. ↑  Several of the location names too are accurate, in 《Cartography between Christian Europe and the Arabic-Islamic World, 1100–1500: Divergent Traditions》 (영어). Brill. 2021. 176쪽. ISBN 978-90-04-44603-8.
162. ↑  Massing, Jean Michel; Albuquerque, Luís de; Brown, Jonathan; González, J. J. Martín (1991). 《Circa 1492: Art in the Age of Exploration》 (영어). Yale University Press. ISBN 978-0-300-05167-4.
163. ↑  Carla M. Sinopoli (2003). 《The Political Economy of Craft Production: Crafting Empire in South India, c. 1350–1650》. Cambridge University Press. 146–149쪽. ISBN 978-1-139-44074-5.
164. ↑  Arnold P. Kaminsky; Roger D. Long (2016). 《Nationalism and Imperialism in South and Southeast Asia: Essays Presented to Damodar R.SarDesai》. Taylor & Francis. 66쪽. ISBN 978-1-351-99743-0.
165. 1 2  Tapan Raychaudhuri; Irfan Habib; Dharma Kumar (1982). 《The Cambridge Economic History of India: Volume 1, c. 1200–c. 1750》. Cambridge University Press. 122쪽. ISBN 978-0-521-22692-9.
166. ↑  Carla Sinopoli; Peter Johansen; Kathleen Morrison (2009).  Steven E. Falconer and Charles L. Redman, 편집. 《Polities and Power: Archaeological Perspectives on the Landscapes of Early States》. University of Arizona Press. 37쪽. ISBN 978-0-8165-2603-1.
167. ↑  Will Durant (2011). 《Our Oriental Heritage: The Story of Civilization》. Simon and Schuster. 579쪽. ISBN 978-1-4516-4668-9.

## 참고 문헌
- Arthikaje. “Literary Activity, Art and Architecture”. 《History of karnataka》. OurKarnataka.Com. 2008년 10월 12일에 원본 문서에서 보존된 문서. 2006년 12월 31일에 확인함.
- Dallapiccola, Anna L. (2001). 〈Relief carvings on the great platform〉.   John M. Fritz; George Michell. 《New Light on Hampi: Recent Research at Vijayanagara》. Mumbai: MARG. ISBN 978-81-85026-53-4.
- Davison-Jenkins, Dominic J. (2001). 〈Hydraulic works〉.   John M. Fritz; George Michell. 《New Light on Hampi: Recent Research at Vijayanagara》. Mumbai: MARG. ISBN 978-81-85026-53-4.
- Durga Prasad, J. (1988). 《History of the Andhras up to 1565 A. D.》 (PDF). Guntur: P.G. Publisher. 2006년 4월 22일에 원본 문서 (PDF)에서 보존된 문서. 2007년 1월 27일에 확인함.
- Eaton, Richard M. (2006). 《A social history of the Deccan, 1300–1761: eight Indian lives》. Cambridge: Cambridge University Press. ISBN 978-0-521-71627-7.
- Hampi travel guide (2003). New Delhi: Good Earth publication & Department of Tourism, India. ISBN 81-87780-17-7, 틀:LCCN.
- Fritz, John M.; Michell, George, 편집. (2001). 《New Light on Hampi: Recent Research at Vijayanagar》. Mumbai: MARG. ISBN 978-81-85026-53-4.
- Iyer, Panchapakesa A.S. (2006) [2006]. 《Karnataka Sangeeta Sastra》. Chennai: Zion Printers.
- Kamath, Suryanath U. (2001) [1980]. 《A concise history of Karnataka: from pre-historic times to the present》. Bangalore: Jupiter books. LCCN 80905179. OCLC 7796041.
- Karmarkar, A.P. (1947) [1947]. 《Cultural history of Karnataka: ancient and medieval》. Dharwad: Karnataka Vidyavardhaka Sangha. OCLC 8221605.
- Kulke and Rothermund, Hermann and Dietmar (2004) [2004]. 《A History of India》. Routledge (4th edition). ISBN 978-0-415-32919-4.
- Mack, Alexandra (2001). 〈The temple district of Vitthalapura〉.   John M. Fritz and George Michell. 《New Light on Hampi: Recent Research at Vijayanagara》. Mumbai: MARG. ISBN 978-81-85026-53-4.
- Nilakanta Sastri, K. A. (1955) [reissued 2002]. 《A history of South India from prehistoric times to the fall of Vijayanagar》. New Delhi: Indian Branch, Oxford University Press. ISBN 978-0-19-560686-7.
- Philon, Helen (2001). 〈Plaster decoration on Sultanate-styled courtly buildings〉.   John M. Fritz; George Michell. 《New Light on Hampi: Recent Research at Vijayanagara》. Mumbai: MARG. ISBN 978-81-85026-53-4.
- Pujar, Narahari S.; Shrisha Rao; H.P. Raghunandan. “Sri Vyâsa Tîrtha (1460–1539) – a short sketch”. Dvaita Home Page. 2016년 3월 28일에 원본 문서에서 보존된 문서. 2006년 12월 31일에 확인함.
- Ramesh, K. V. 〈Introduction〉. 《South Indian Inscription, Volume 16: Telugu Inscriptions from Vijayanagar Dynasty》. New Delhi: Archaeological Survey of India.[깨진 링크]
- Shiva Prakash, H.S. (1997). 〈Kannada〉.   Ayyappapanicker. 《Medieval Indian Literature:An Anthology》. Sahitya Akademi. ISBN 978-81-260-0365-5.
- Rice, B.L. (2001) [1897]. 《Mysore Gazetteer Compiled for Government-vol 1》. New Delhi, Madras: Asian Educational Services. ISBN 978-81-206-0977-8.
- Sewell, Robert (1901). 《A Forgotten Empire Vijayanagar: A Contribution to the History of India》. 2009년 9월 26일에 원본 문서에서 보존된 문서. 2020년 8월 9일에 확인함.
- Verghese, Anila (2001). 〈Memorial stones〉.   John M. Fritz; George Michell. 《New Light on Hampi: Recent Research at Vijayanagara》. Mumbai: MARG. ISBN 978-81-85026-53-4.
- Thapar, Romila (2003) [2003]. 《The Penguin History of Early India》. New Delhi: Penguin Books. ISBN 978-0-14-302989-2.
- Michell, George (2008). 《Vijayanagara: Splendour in Ruins》. Ahmedabad: Mapin Publishing and The Alkazi Collection of Photography. ISBN 978-81-89995-03-4.
- Nagaraj, D.R. (2003). 〈Tensions in Kannada Literary Culture〉.   Sheldon Pollock. 《Literary Cultures in History: Reconstructions from South Asia》. Berkeley and Los Angeles: University of California. ISBN 978-0-520-22821-4.
- Asher & Talbot, Catherine & Cynthia (2006). 〈Creation of Pan South Indian Culture〉. 《India Before Europe》. Cambridge: Cambridge University Press. ISBN 978-0-521-00539-5.
- Rice, E.P. (1982) [1921]. 《A History of Kanarese Literature》. New Delhi: Asian Educational Services. ISBN 978-81-206-0063-8.
- Stein, Burton (1989). 《The New Cambridge History of India: Vijayanagara》. Cambridge University Press. ISBN 978-0-521-26693-2.
- Bang, Peter Fibiger; Kolodziejczyk, Dariusz, 편집. (2012). 〈Ideologies of state building in Vijayanagara India〉. 《Universal Empire: A Comparative Approach to Imperial Culture and Representation in Eurasian History》. Cambridge University Press. ISBN 978-1-107-02267-6.
- Oldham, C. E. A. W., "Reviewed Work: Vijayanagara: Origin of the City and the Empire by N. Venkata Ramanayya", The Journal of the Royal Asiatic Society of Great Britain and Ireland, no. 1, 1936, pp. 130–131. JSTOR 25182067.